# Copa Davis 2025
La Copa Davis 2025 es la 113.ª edición del torneo de tenis masculino más importante, de las disputadas por diversos países. Forma parte del calendario ATP Tour 2025.
A partir de esta edición, la fase de septiembre (segunda ronda de clasificación) contará con siete eliminatorias que se disputarán durante dos días. Los equipos ganadores se unirán al país anfitrión en la fase eliminatoria de los 8 finalistas en noviembre.

## Fase final
Desde el 18 al 23 de noviembre se disputará la fase final.

### Equipos participantes
Los clasificados a las Finales de la Copa Davis 2025 fueron los siguientes:
- 7 ganadores de la segunda ronda de clasificación, del 12 al 14 de septiembre de 2025.
- El país anfitrión (Italia).

| Equipos participantes | Equipos participantes | Equipos participantes | Equipos participantes | Equipos participantes | Equipos participantes |
| · Italia              | Bandera de ?          | Bandera de ?          | Bandera de ?          |                       |                       |
| Bandera de ?          | Bandera de ?          | Bandera de ?          | Bandera de ?          |                       |                       |
| --------------------- | --------------------- | --------------------- | --------------------- | --------------------- | --------------------- |

## Fase clasificatoria

### Segunda ronda
Fecha: 12 al 14 de septiembre de 2025

Los participantes de la segunda ronda de la fase clasificatoria para las Finales de la Copa Davis 2025, fueron los siguientes:
- 13 equipos ganadores de la Primera ronda de la Fase clasificatoria.
- El equipo subcampeón de la Copa Davis 2024 (Países Bajos).

| Equipos participantes | Equipos participantes | Equipos participantes | Equipos participantes | Equipos participantes | Equipos participantes |
| · Alemania            | · Argentina           | · Australia           | · Austria             | · Bélgica             | · Croacia             |
| · Dinamarca           | · España              | · Estados Unidos      | · Francia             | · Hungría             | · Japón               |
| · Países Bajos        | · República Checa     | -                     | -                     | -                     | -                     |
| --------------------- | --------------------- | --------------------- | --------------------- | --------------------- | --------------------- |

| | Bandera de los Países Bajos | Países Bajos |  |  | Argentina | Bandera de Argentina |
| --- | --------------------------- | ------------ |  |  | --------- | -------------------- |
| MartiniPlaza, Groninga, Países Bajos 12 y 13 de septiembre de 2025 (Dura, bajo techo) |                             |              |  |  |           |                      |
| \| 1 \| \| \| \| \| \| \| \| \| \| \| \| 2 \| \| \| \| \| \| \| \| \| \| \| \| 3 \| \| \| \| \| \| \| \| \| \| \| \| 4 \| \| \| \| \| \| \| \| \| \| \| \| 5 \| \| \| \| \| \| \| \| \| \| \| |                             |              |  |  |           |                      |
| 1 | Bandera de los Países Bajos |              |  |  |           |                      |
| 1 | Bandera de Argentina        |              |  |  |           |                      |
| 2 | Bandera de los Países Bajos |              |  |  |           |                      |
| 2 | Bandera de Argentina        |              |  |  |           |                      |
| 3 | Bandera de los Países Bajos |              |  |  |           |                      |
| 3 | Bandera de Argentina        |              |  |  |           |                      |
| 4 | Bandera de los Países Bajos |              |  |  |           |                      |
| 4 | Bandera de Argentina        |              |  |  |           |                      |
| 5 | Bandera de los Países Bajos |              |  |  |           |                      |
| 5 | Bandera de Argentina        |              |  |  |           |                      |

| | Bandera de Australia | Australia |  |  | Bélgica | Bandera de Bélgica |
| --- | -------------------- | --------- |  |  | ------- | ------------------ |
| Australia 12 y 14 de septiembre de 2025 |                      |           |  |  |         |                    |
| \| 1 \| \| \| \| \| \| \| \| \| \| \| \| 2 \| \| \| \| \| \| \| \| \| \| \| \| 3 \| \| \| \| \| \| \| \| \| \| \| \| 4 \| \| \| \| \| \| \| \| \| \| \| \| 5 \| \| \| \| \| \| \| \| \| \| \| |                      |           |  |  |         |                    |
| 1 | Bandera de Australia |           |  |  |         |                    |
| 1 | Bandera de Bélgica   |           |  |  |         |                    |
| 2 | Bandera de Australia |           |  |  |         |                    |
| 2 | Bandera de Bélgica   |           |  |  |         |                    |
| 3 | Bandera de Australia |           |  |  |         |                    |
| 3 | Bandera de Bélgica   |           |  |  |         |                    |
| 4 | Bandera de Australia |           |  |  |         |                    |
| 4 | Bandera de Bélgica   |           |  |  |         |                    |
| 5 | Bandera de Australia |           |  |  |         |                    |
| 5 | Bandera de Bélgica   |           |  |  |         |                    |

| | Bandera de Hungría | Hungría |  |  | Austria | Bandera de Austria |
| --- | ------------------ | ------- |  |  | ------- | ------------------ |
| Hungría 12 y 14 de septiembre de 2025 |                    |         |  |  |         |                    |
| \| 1 \| \| \| \| \| \| \| \| \| \| \| \| 2 \| \| \| \| \| \| \| \| \| \| \| \| 3 \| \| \| \| \| \| \| \| \| \| \| \| 4 \| \| \| \| \| \| \| \| \| \| \| \| 5 \| \| \| \| \| \| \| \| \| \| \| |                    |         |  |  |         |                    |
| 1 | Bandera de Hungría |         |  |  |         |                    |
| 1 | Bandera de Austria |         |  |  |         |                    |
| 2 | Bandera de Hungría |         |  |  |         |                    |
| 2 | Bandera de Austria |         |  |  |         |                    |
| 3 | Bandera de Hungría |         |  |  |         |                    |
| 3 | Bandera de Austria |         |  |  |         |                    |
| 4 | Bandera de Hungría |         |  |  |         |                    |
| 4 | Bandera de Austria |         |  |  |         |                    |
| 5 | Bandera de Hungría |         |  |  |         |                    |
| 5 | Bandera de Austria |         |  |  |         |                    |

| | Bandera de Japón    | Japón |  |  | Alemania | Bandera de Alemania |
| --- | ------------------- | ----- |  |  | -------- | ------------------- |
| Coliseo Ariake, Tokio, Japón 12 y 13 de septiembre de 2025 (Dura, bajo techo) |                     |       |  |  |          |                     |
| \| 1 \| \| \| \| \| \| \| \| \| \| \| \| 2 \| \| \| \| \| \| \| \| \| \| \| \| 3 \| \| \| \| \| \| \| \| \| \| \| \| 4 \| \| \| \| \| \| \| \| \| \| \| \| 5 \| \| \| \| \| \| \| \| \| \| \| |                     |       |  |  |          |                     |
| 1 | Bandera de Japón    |       |  |  |          |                     |
| 1 | Bandera de Alemania |       |  |  |          |                     |
| 2 | Bandera de Japón    |       |  |  |          |                     |
| 2 | Bandera de Alemania |       |  |  |          |                     |
| 3 | Bandera de Japón    |       |  |  |          |                     |
| 3 | Bandera de Alemania |       |  |  |          |                     |
| 4 | Bandera de Japón    |       |  |  |          |                     |
| 4 | Bandera de Alemania |       |  |  |          |                     |
| 5 | Bandera de Japón    |       |  |  |          |                     |
| 5 | Bandera de Alemania |       |  |  |          |                     |

| | Bandera de Estados Unidos  | Estados Unidos |  |  | República Checa | Bandera de República Checa |
| --- | -------------------------- | -------------- |  |  | --------------- | -------------------------- |
| Estados Unidos 12 y 14 de septiembre de 2025 |                            |                |  |  |                 |                            |
| \| 1 \| \| \| \| \| \| \| \| \| \| \| \| 2 \| \| \| \| \| \| \| \| \| \| \| \| 3 \| \| \| \| \| \| \| \| \| \| \| \| 4 \| \| \| \| \| \| \| \| \| \| \| \| 5 \| \| \| \| \| \| \| \| \| \| \| |                            |                |  |  |                 |                            |
| 1 | Bandera de Estados Unidos  |                |  |  |                 |                            |
| 1 | Bandera de República Checa |                |  |  |                 |                            |
| 2 | Bandera de Estados Unidos  |                |  |  |                 |                            |
| 2 | Bandera de República Checa |                |  |  |                 |                            |
| 3 | Bandera de Estados Unidos  |                |  |  |                 |                            |
| 3 | Bandera de República Checa |                |  |  |                 |                            |
| 4 | Bandera de Estados Unidos  |                |  |  |                 |                            |
| 4 | Bandera de República Checa |                |  |  |                 |                            |
| 5 | Bandera de Estados Unidos  |                |  |  |                 |                            |
| 5 | Bandera de República Checa |                |  |  |                 |                            |

| | Bandera de España    | España |  |  | Dinamarca | Bandera de Dinamarca |
| --- | -------------------- | ------ |  |  | --------- | -------------------- |
| Club de tenis Puente Romano, Marbella, España 13 y 14 de septiembre de 2025 (Tierra batida)                                                                                                   |                      |        |  |  |           |                      |
| \| 1 \| \| \| \| \| \| \| \| \| \| \| \| 2 \| \| \| \| \| \| \| \| \| \| \| \| 3 \| \| \| \| \| \| \| \| \| \| \| \| 4 \| \| \| \| \| \| \| \| \| \| \| \| 5 \| \| \| \| \| \| \| \| \| \| \| |                      |        |  |  |           |                      |
| 1 | Bandera de España    |        |  |  |           |                      |
| 1 | Bandera de Dinamarca |        |  |  |           |                      |
| 2 | Bandera de España    |        |  |  |           |                      |
| 2 | Bandera de Dinamarca |        |  |  |           |                      |
| 3 | Bandera de España    |        |  |  |           |                      |
| 3 | Bandera de Dinamarca |        |  |  |           |                      |
| 4 | Bandera de España    |        |  |  |           |                      |
| 4 | Bandera de Dinamarca |        |  |  |           |                      |
| 5 | Bandera de España    |        |  |  |           |                      |
| 5 | Bandera de Dinamarca |        |  |  |           |                      |

| | Bandera de Croacia | Croacia |  |  | Francia | Bandera de Francia |
| --- | ------------------ | ------- |  |  | ------- | ------------------ |
| Croacia 12 y 14 de septiembre de 2025 |                    |         |  |  |         |                    |
| \| 1 \| \| \| \| \| \| \| \| \| \| \| \| 2 \| \| \| \| \| \| \| \| \| \| \| \| 3 \| \| \| \| \| \| \| \| \| \| \| \| 4 \| \| \| \| \| \| \| \| \| \| \| \| 5 \| \| \| \| \| \| \| \| \| \| \| |                    |         |  |  |         |                    |
| 1 | Bandera de Croacia |         |  |  |         |                    |
| 1 | Bandera de Francia |         |  |  |         |                    |
| 2 | Bandera de Croacia |         |  |  |         |                    |
| 2 | Bandera de Francia |         |  |  |         |                    |
| 3 | Bandera de Croacia |         |  |  |         |                    |
| 3 | Bandera de Francia |         |  |  |         |                    |
| 4 | Bandera de Croacia |         |  |  |         |                    |
| 4 | Bandera de Francia |         |  |  |         |                    |
| 5 | Bandera de Croacia |         |  |  |         |                    |
| 5 | Bandera de Francia |         |  |  |         |                    |

### Primera ronda
Fecha: 30 de enero al 2 de febrero de 2025

Los participantes de la primera ronda de la fase clasificatoria para las Finales de la Copa Davis 2025, fueron los siguientes:
- 14 equipos clasificados del 2.º al 16.º en las finales de 2024, excepto el país anfitrión.
- 12 equipos ganadores del Grupo Mundial I 2024.

| Equipos participantes | Equipos participantes | Equipos participantes | Equipos participantes | Equipos participantes | Equipos participantes |
| · Alemania            | · Argentina           | · Australia           | · Austria             | · Brasil              | · Bélgica             |
| · Canadá              | · Chile               | · China Taipéi        | · Corea del Sur       | · Croacia             | · Dinamarca           |
| · Eslovaquia          | · España              | · Estados Unidos      | · Finlandia           | · Francia             | · Gran Bretaña        |
| · Hungría             | · Israel              | · Japón               | · Noruega             | · República Checa     | · Serbia              |
| · Suecia              | · Suiza               | -                     | -                     | -                     | -                     |
| --------------------- | --------------------- | --------------------- | --------------------- | --------------------- | --------------------- |

| | Bandera de Noruega   | Noruega                           | 2 | 3 | Argentina | Bandera de Argentina |
| --- | -------------------- | --------------------------------- | - | - | --------- | -------------------- |
| Fjellhamar Arena, Lørenskog, Noruega 30 y 31 de enero de 2025 (Dura, bajo techo) |                      |                                   |   |   |           |                      |
| \| 1 \| \| Nicolai Budkov Kjær \| 5 \| 6 \| 65 \| \| 1 \| \| Tomás Martín Etcheverry \| 7 \| 2 \| 7 \| \| 2 \| \| Casper Ruud \| 6 \| 6 \| \| \| 2 \| \| Mariano Navone \| 3 \| 3 \| \| \| 3 \| \| Viktor Durasovic / Casper Ruud \| 2 \| 5 \| \| \| 3 \| \| Andrés Molteni / Horacio Zeballos \| 6 \| 7 \| \| \| 4 \| \| Casper Ruud \| 6 \| 6 \| \| \| 4 \| \| Tomás Martín Etcheverry \| 3 \| 3 \| \| \| 5 \| \| Nicolai Budkov Kjær \| 6 \| 3 \| 4 \| \| 5 \| \| Mariano Navone \| 4 \| 6 \| 6 \| |                      |                                   |   |   |           |                      |
| 1 | Bandera de Noruega   | Nicolai Budkov Kjær               | 5 | 6 | 65        |                      |
| 1 | Bandera de Argentina | Tomás Martín Etcheverry           | 7 | 2 | 7         |                      |
| 2 | Bandera de Noruega   | Casper Ruud                       | 6 | 6 |           |                      |
| 2 | Bandera de Argentina | Mariano Navone                    | 3 | 3 |           |                      |
| 3 | Bandera de Noruega   | Viktor Durasovic / Casper Ruud    | 2 | 5 |           |                      |
| 3 | Bandera de Argentina | Andrés Molteni / Horacio Zeballos | 6 | 7 |           |                      |
| 4 | Bandera de Noruega   | Casper Ruud                       | 6 | 6 |           |                      |
| 4 | Bandera de Argentina | Tomás Martín Etcheverry           | 3 | 3 |           |                      |
| 5 | Bandera de Noruega   | Nicolai Budkov Kjær               | 6 | 3 | 4         |                      |
| 5 | Bandera de Argentina | Mariano Navone                    | 4 | 6 | 6         |                      |

| | Bandera de Suecia    | Suecia                          | 1         | 3 | Australia | Bandera de Australia |
| --- | -------------------- | ------------------------------- | --------- | - | --------- | -------------------- |
| The Royal Tennis Hall, Estocolmo, Suecia 31 de enero y 1 de febrero de 2025 (Dura, bajo techo) |                      |                                 |           |   |           |                      |
| \| 1 \| \| Mikael Ymer \| 5 \| 1 \| \| \| 1 \| \| Álex de Miñaur \| 7 \| 6 \| \| \| 2 \| \| Leo Borg \| 4 \| 4 \| \| \| 2 \| \| Aleksandar Vukic \| 6 \| 6 \| \| \| 3 \| \| Filip Bergevi / André Göransson \| 79 \| 3 \| 2 \| \| 3 \| \| Matthew Ebden / John Peers \| 67 \| 6 \| 6 \| \| 4 \| \| Leo Borg \| 7 \| 6 \| \| \| 4 \| \| John Peers \| 5 \| 4 \| \| \| 5 \| \| Mikael Ymer \| No \| \| \| \| 5 \| \| Aleksandar Vukic \| disputado \| \| \| |                      |                                 |           |   |           |                      |
| 1 | Bandera de Suecia    | Mikael Ymer                     | 5         | 1 |           |                      |
| 1 | Bandera de Australia | Álex de Miñaur                  | 7         | 6 |           |                      |
| 2 | Bandera de Suecia    | Leo Borg                        | 4         | 4 |           |                      |
| 2 | Bandera de Australia | Aleksandar Vukic                | 6         | 6 |           |                      |
| 3 | Bandera de Suecia    | Filip Bergevi / André Göransson | 79        | 3 | 2         |                      |
| 3 | Bandera de Australia | Matthew Ebden / John Peers      | 67        | 6 | 6         |                      |
| 4 | Bandera de Suecia    | Leo Borg                        | 7         | 6 |           |                      |
| 4 | Bandera de Australia | John Peers                      | 5         | 4 |           |                      |
| 5 | Bandera de Suecia    | Mikael Ymer                     | No        |   |           |                      |
| 5 | Bandera de Australia | Aleksandar Vukic                | disputado |   |           |                      |

| | Bandera de Bélgica | Bélgica                       | 3         | 1 | Chile | Bandera de Chile |
| --- | ------------------ | ----------------------------- | --------- | - | ----- | ---------------- |
| Sporthal Alverberg, Hasselt, Bélgica 1 y 2 de febrero de 2025 (Dura, bajo techo) |                    |                               |           |   |       |                  |
| \| 1 \| \| Zizou Bergs \| 6 \| 6 \| \| \| 1 \| \| Tomás Barrios \| 4 \| 3 \| \| \| 2 \| \| Alexander Blockx \| 66 \| 1 \| \| \| 2 \| \| Christian Garín \| 78 \| 6 \| \| \| 3 \| \| Sander Gillé / Joran Vliegen \| 6 \| 3 \| 6 \| \| 3 \| \| Tomás Barrios / Nicolás Jarry \| 3 \| 6 \| 3 \| \| 4 \| \| Zizou Bergs \| 6 \| 4 \| 7 \| \| 4 \| \| Christian Garín \| 3 \| 6 \| 5 \| \| 5 \| \| Alexander Blockx \| No \| \| \| \| 5 \| \| Tomás Barrios \| disputado \| \| \| |                    |                               |           |   |       |                  |
| 1 | Bandera de Bélgica | Zizou Bergs                   | 6         | 6 |       |                  |
| 1 | Bandera de Chile   | Tomás Barrios                 | 4         | 3 |       |                  |
| 2 | Bandera de Bélgica | Alexander Blockx              | 66        | 1 |       |                  |
| 2 | Bandera de Chile   | Christian Garín               | 78        | 6 |       |                  |
| 3 | Bandera de Bélgica | Sander Gillé / Joran Vliegen  | 6         | 3 | 6     |                  |
| 3 | Bandera de Chile   | Tomás Barrios / Nicolás Jarry | 3         | 6 | 3     |                  |
| 4 | Bandera de Bélgica | Zizou Bergs                   | 6         | 4 | 7     |                  |
| 4 | Bandera de Chile   | Christian Garín               | 3         | 6 | 5     |                  |
| 5 | Bandera de Bélgica | Alexander Blockx              | No        |   |       |                  |
| 5 | Bandera de Chile   | Tomás Barrios                 | disputado |   |       |                  |

| | Bandera de Canadá  | Canadá                      | 2   | 3 | Hungría | Bandera de Hungría |
| --- | ------------------ | --------------------------- | --- | - | ------- | ------------------ |
| Estadio IGA, Montreal, Canadá 1 y 2 de febrero de 2025 (Dura, bajo techo) |                    |                             |     |   |         |                    |
| \| 1 \| \| Alexis Galarneau \| 3 \| 6 \| 3 \| \| 1 \| \| Fábián Marozsán \| 6 \| 3 \| 6 \| \| 2 \| \| Gabriel Diallo \| 6 \| 2 \| 2 \| \| 2 \| \| Márton Fucsovics \| 3 \| 6 \| 6 \| \| 3 \| \| Liam Draxl / Vasek Pospisil \| 7 \| 6 \| \| \| 3 \| \| Peter Fajta / Máté Valkusz \| 62 \| 4 \| \| \| 4 \| \| Gabriel Diallo \| 6 \| 6 \| \| \| 4 \| \| Fábián Marozsán \| 1 \| 3 \| \| \| 5 \| \| Alexis Galarneau \| 68 \| 4 \| \| \| 5 \| \| Márton Fucsovics \| 710 \| 6 \| \| |                    |                             |     |   |         |                    |
| 1 | Bandera de Canadá  | Alexis Galarneau            | 3   | 6 | 3       |                    |
| 1 | Bandera de Hungría | Fábián Marozsán             | 6   | 3 | 6       |                    |
| 2 | Bandera de Canadá  | Gabriel Diallo              | 6   | 2 | 2       |                    |
| 2 | Bandera de Hungría | Márton Fucsovics            | 3   | 6 | 6       |                    |
| 3 | Bandera de Canadá  | Liam Draxl / Vasek Pospisil | 7   | 6 |         |                    |
| 3 | Bandera de Hungría | Peter Fajta / Máté Valkusz  | 62  | 4 |         |                    |
| 4 | Bandera de Canadá  | Gabriel Diallo              | 6   | 6 |         |                    |
| 4 | Bandera de Hungría | Fábián Marozsán             | 1   | 3 |         |                    |
| 5 | Bandera de Canadá  | Alexis Galarneau            | 68  | 4 |         |                    |
| 5 | Bandera de Hungría | Márton Fucsovics            | 710 | 6 |         |                    |

| | Bandera de Austria   | Austria                                     | 4         | 0  | Finlandia | Bandera de Finlandia |
| --- | -------------------- | ------------------------------------------- | --------- | -- | --------- | -------------------- |
| Multiversum Schwechat, Schwechat, Austria 31 de enero y 1 de febrero de 2025 (Tierra batida, bajo techo) |                      |                                             |           |    |           |                      |
| \| 1 \| \| Lukas Neumayer \| 6 \| 64 \| 6 \| \| 1 \| \| Otto Virtanen \| 4 \| 7 \| 3 \| \| 2 \| \| Jurij Rodionov \| 2 \| 6 \| 6 \| \| 2 \| \| Eero Vasa \| 6 \| 3 \| 3 \| \| 3 \| \| Alexander Erler / Lucas Miedler \| 4 \| 79 \| 78 \| \| 3 \| \| Patrick Kaukovalta / Patrik Niklas-Salminen \| 6 \| 67 \| 6 \| \| 4 \| \| Filip Misolic \| 6 \| 6 \| \| \| 4 \| \| Eero Vasa \| 4 \| 0 \| \| \| 5 \| \| Jurij Rodionov \| No \| \| \| \| 5 \| \| Otto Virtanen \| disputado \| \| \| |                      |                                             |           |    |           |                      |
| 1 | Bandera de Austria   | Lukas Neumayer                              | 6         | 64 | 6         |                      |
| 1 | Bandera de Finlandia | Otto Virtanen                               | 4         | 7  | 3         |                      |
| 2 | Bandera de Austria   | Jurij Rodionov                              | 2         | 6  | 6         |                      |
| 2 | Bandera de Finlandia | Eero Vasa                                   | 6         | 3  | 3         |                      |
| 3 | Bandera de Austria   | Alexander Erler / Lucas Miedler             | 4         | 79 | 78        |                      |
| 3 | Bandera de Finlandia | Patrick Kaukovalta / Patrik Niklas-Salminen | 6         | 67 | 6         |                      |
| 4 | Bandera de Austria   | Filip Misolic                               | 6         | 6  |           |                      |
| 4 | Bandera de Finlandia | Eero Vasa                                   | 4         | 0  |           |                      |
| 5 | Bandera de Austria   | Jurij Rodionov                              | No        |    |           |                      |
| 5 | Bandera de Finlandia | Otto Virtanen                               | disputado |    |           |                      |

| | Bandera de Israel   | Israel                        | 1         | 3 | Alemania | Bandera de Alemania |
| --- | ------------------- | ----------------------------- | --------- | - | -------- | ------------------- |
| SEB Arena, Vilna, Lituania 31 de enero y 1 de febrero de 2025 (Dura, bajo techo) |                     |                               |           |   |          |                     |
| \| 1 \| \| Yshai Oliel \| 2 \| 7 \| 4 \| \| 1 \| \| Maximilian Marterer \| 6 \| 5 \| 6 \| \| 2 \| \| Daniel Cukierman \| 4 \| 4 \| \| \| 2 \| \| Yannick Hanfmann \| 6 \| 6 \| \| \| 3 \| \| Daniel Cukierman / Amit Vales \| 0 \| 3 \| \| \| 3 \| \| Kevin Krawietz / Tim Puetz \| 6 \| 6 \| \| \| 4 \| \| Ofek Shimanov \| 62 \| 6 \| [10] \| \| 4 \| \| Daniel Masur \| 7 \| 3 \| [8] \| \| 5 \| \| Daniel Cukierman \| No \| \| \| \| 5 \| \| Maximilian Marterer \| disputado \| \| \| |                     |                               |           |   |          |                     |
| 1 | Bandera de Israel   | Yshai Oliel                   | 2         | 7 | 4        |                     |
| 1 | Bandera de Alemania | Maximilian Marterer           | 6         | 5 | 6        |                     |
| 2 | Bandera de Israel   | Daniel Cukierman              | 4         | 4 |          |                     |
| 2 | Bandera de Alemania | Yannick Hanfmann              | 6         | 6 |          |                     |
| 3 | Bandera de Israel   | Daniel Cukierman / Amit Vales | 0         | 3 |          |                     |
| 3 | Bandera de Alemania | Kevin Krawietz / Tim Puetz    | 6         | 6 |          |                     |
| 4 | Bandera de Israel   | Ofek Shimanov                 | 62        | 6 | [10]     |                     |
| 4 | Bandera de Alemania | Daniel Masur                  | 7         | 3 | [8]      |                     |
| 5 | Bandera de Israel   | Daniel Cukierman              | No        |   |          |                     |
| 5 | Bandera de Alemania | Maximilian Marterer           | disputado |   |          |                     |

| | Bandera de Japón        | Japón                           | 3  | 2  | Gran Bretaña | Bandera del Reino Unido |
| --- | ----------------------- | ------------------------------- | -- | -- | ------------ | ----------------------- |
| Bourbon Beans Dome, Miki, Japón 31 de enero y 1 de febrero de 2025 (Dura, bajo techo) |                         |                                 |    |    |              |                         |
| \| 1 \| \| Yoshihito Nishioka \| 7 \| 6 \| \| \| 1 \| \| Billy Harris \| 5 \| 1 \| \| \| 2 \| \| Kei Nishikori \| 3 \| 3 \| \| \| 2 \| \| Jacob Fearnley \| 6 \| 6 \| \| \| 3 \| \| Yosuke Watanuki / Yuzuki Takeru \| 64 \| 63 \| \| \| 3 \| \| Joe Salisbury / Neal Skupski \| 7 \| 7 \| \| \| 4 \| \| Yoshihito Nishioka \| 6 \| 7 \| \| \| 4 \| \| Jacob Fearnley \| 3 \| 60 \| \| \| 5 \| \| Kei Nishikori \| 6 \| 6 \| \| \| 5 \| \| Billy Harris \| 2 \| 3 \| \| |                         |                                 |    |    |              |                         |
| 1 | Bandera de Japón        | Yoshihito Nishioka              | 7  | 6  |              |                         |
| 1 | Bandera del Reino Unido | Billy Harris                    | 5  | 1  |              |                         |
| 2 | Bandera de Japón        | Kei Nishikori                   | 3  | 3  |              |                         |
| 2 | Bandera del Reino Unido | Jacob Fearnley                  | 6  | 6  |              |                         |
| 3 | Bandera de Japón        | Yosuke Watanuki / Yuzuki Takeru | 64 | 63 |              |                         |
| 3 | Bandera del Reino Unido | Joe Salisbury / Neal Skupski    | 7  | 7  |              |                         |
| 4 | Bandera de Japón        | Yoshihito Nishioka              | 6  | 7  |              |                         |
| 4 | Bandera del Reino Unido | Jacob Fearnley                  | 3  | 60 |              |                         |
| 5 | Bandera de Japón        | Kei Nishikori                   | 6  | 6  |              |                         |
| 5 | Bandera del Reino Unido | Billy Harris                    | 2  | 3  |              |                         |

| | Bandera de China Taipéi   | China Taipéi                 | 0         | 4  | Estados Unidos | Bandera de Estados Unidos |
| --- | ------------------------- | ---------------------------- | --------- | -- | -------------- | ------------------------- |
| Taipei Tennis Center, Taipéi, República de China 31 de enero y 1 de febrero de 2025 (Dura, bajo techo) |                           |                              |           |    |                |                           |
| \| 1 \| \| Chun-hsin Tseng \| 2 \| 2 \| \| \| 1 \| \| Marcos Giron \| 6 \| 6 \| \| \| 2 \| \| Tung-Lin Wu \| 64 \| 3 \| \| \| 2 \| \| Alex Michelsen \| 7 \| 6 \| \| \| 3 \| \| Ray Ho / Tung-Lin Wu \| 4 \| 64 \| \| \| 3 \| \| Rajeev Ram / Austin Krajicek \| 6 \| 7 \| \| \| 4 \| \| Tsung-hao Huang \| 2 \| 3 \| \| \| 4 \| \| Mackenzie McDonald \| 6 \| 6 \| \| \| 5 \| \| Tung-Lin Wu \| No \| \| \| \| 5 \| \| Marcos Giron \| disputado \| \| \| |                           |                              |           |    |                |                           |
| 1 | Bandera de China Taipéi   | Chun-hsin Tseng              | 2         | 2  |                |                           |
| 1 | Bandera de Estados Unidos | Marcos Giron                 | 6         | 6  |                |                           |
| 2 | Bandera de China Taipéi   | Tung-Lin Wu                  | 64        | 3  |                |                           |
| 2 | Bandera de Estados Unidos | Alex Michelsen               | 7         | 6  |                |                           |
| 3 | Bandera de China Taipéi   | Ray Ho / Tung-Lin Wu         | 4         | 64 |                |                           |
| 3 | Bandera de Estados Unidos | Rajeev Ram / Austin Krajicek | 6         | 7  |                |                           |
| 4 | Bandera de China Taipéi   | Tsung-hao Huang              | 2         | 3  |                |                           |
| 4 | Bandera de Estados Unidos | Mackenzie McDonald           | 6         | 6  |                |                           |
| 5 | Bandera de China Taipéi   | Tung-Lin Wu                  | No        |    |                |                           |
| 5 | Bandera de Estados Unidos | Marcos Giron                 | disputado |    |                |                           |

| | Bandera de República Checa | República Checa              | 4         | 0  | Corea del Sur | Bandera de Corea del Sur |
| --- | -------------------------- | ---------------------------- | --------- | -- | ------------- | ------------------------ |
| RT Torax Arena, Ostrava, República Checa 31 de enero y 1 de febrero de 2025 (Dura, bajo techo) |                            |                              |           |    |               |                          |
| \| 1 \| \| Jiří Lehečka \| 6 \| 6 \| \| \| 1 \| \| Gerard Campana Lee \| 3 \| 3 \| \| \| 2 \| \| Tomáš Macháč \| 6 \| 6 \| \| \| 2 \| \| Soon Woo Kwon \| 2 \| 2 \| \| \| 3 \| \| Tomáš Macháč / Jakub Mensik \| 6 \| 6 \| \| \| 3 \| \| Yunseong Chung / Ji Sung Nam \| 3 \| 1 \| \| \| 4 \| \| Maxim Mrva \| 7 \| 7 \| \| \| 4 \| \| Sanhui Shin \| 64 \| 65 \| \| \| 5 \| \| Tomáš Macháč \| No \| \| \| \| 5 \| \| Gerard Campana Lee \| disputado \| \| \| |                            |                              |           |    |               |                          |
| 1 | Bandera de República Checa | Jiří Lehečka                 | 6         | 6  |               |                          |
| 1 | Bandera de Corea del Sur   | Gerard Campana Lee           | 3         | 3  |               |                          |
| 2 | Bandera de República Checa | Tomáš Macháč                 | 6         | 6  |               |                          |
| 2 | Bandera de Corea del Sur   | Soon Woo Kwon                | 2         | 2  |               |                          |
| 3 | Bandera de República Checa | Tomáš Macháč / Jakub Mensik  | 6         | 6  |               |                          |
| 3 | Bandera de Corea del Sur   | Yunseong Chung / Ji Sung Nam | 3         | 1  |               |                          |
| 4 | Bandera de República Checa | Maxim Mrva                   | 7         | 7  |               |                          |
| 4 | Bandera de Corea del Sur   | Sanhui Shin                  | 64        | 65 |               |                          |
| 5 | Bandera de República Checa | Tomáš Macháč                 | No        |    |               |                          |
| 5 | Bandera de Corea del Sur   | Gerard Campana Lee           | disputado |    |               |                          |

| | Bandera de Dinamarca | Dinamarca                            | 3 | 2 | Serbia | Bandera de Serbia |
| --- | -------------------- | ------------------------------------ | - | - | ------ | ----------------- |
| Royal Arena, Copenhague, Dinamarca 31 de enero y 1 de febrero de 2025 (Dura, bajo techo) |                      |                                      |   |   |        |                   |
| \| 1 \| \| Elmer Moller \| 6 \| 2 \| 1 \| \| 1 \| \| Miomir Kecmanović \| 3 \| 6 \| 6 \| \| 2 \| \| Holger Rune \| 6 \| 3 \| 1 \| \| 2 \| \| Hamad Medjedovic \| 2 \| 6 \| 6 \| \| 3 \| \| Holger Rune / Johannes Ingildsen \| 6 \| 6 \| \| \| 3 \| \| Hamad Medjedovic / Miomir Kecmanović \| 4 \| 4 \| \| \| 4 \| \| Holger Rune \| 6 \| 6 \| \| \| 4 \| \| Miomir Kecmanović \| 2 \| 4 \| \| \| 5 \| \| Elmer Moller \| 1 \| 6 \| 6 \| \| 5 \| \| Hamad Medjedovic \| 6 \| 4 \| 3 \| |                      |                                      |   |   |        |                   |
| 1 | Bandera de Dinamarca | Elmer Moller                         | 6 | 2 | 1      |                   |
| 1 | Bandera de Serbia    | Miomir Kecmanović                    | 3 | 6 | 6      |                   |
| 2 | Bandera de Dinamarca | Holger Rune                          | 6 | 3 | 1      |                   |
| 2 | Bandera de Serbia    | Hamad Medjedovic                     | 2 | 6 | 6      |                   |
| 3 | Bandera de Dinamarca | Holger Rune / Johannes Ingildsen     | 6 | 6 |        |                   |
| 3 | Bandera de Serbia    | Hamad Medjedovic / Miomir Kecmanović | 4 | 4 |        |                   |
| 4 | Bandera de Dinamarca | Holger Rune                          | 6 | 6 |        |                   |
| 4 | Bandera de Serbia    | Miomir Kecmanović                    | 2 | 4 |        |                   |
| 5 | Bandera de Dinamarca | Elmer Moller                         | 1 | 6 | 6      |                   |
| 5 | Bandera de Serbia    | Hamad Medjedovic                     | 6 | 4 | 3      |                   |

| | Bandera de Suiza  | Suiza                                  | 1         | 3  | España | Bandera de España |
| --- | ----------------- | -------------------------------------- | --------- | -- | ------ | ----------------- |
| Swiss Tennis Arena, Biena, Suiza 1 y 2 de febrero de 2025 (Dura, bajo techo) |                   |                                        |           |    |        |                   |
| \| 1 \| \| Dominic Stricker \| 4 \| 67 \| \| \| 1 \| \| Pedro Martínez \| 6 \| 79 \| \| \| 2 \| \| Jérôme Kym \| 4 \| 4 \| \| \| 2 \| \| Roberto Carballés \| 6 \| 6 \| \| \| 3 \| \| Marc-Andrea Huesler / Dominic Stricker \| 4 \| 5 \| \| \| 3 \| \| Pedro Martínez / Jaume Munar \| 6 \| 7 \| \| \| 4 \| \| Rémy Bertola \| 62 \| 6 \| [16] \| \| 4 \| \| Martín Landaluce \| 7 \| 3 \| [14] \| \| 5 \| \| Dominic Stricker \| No \| \| \| \| 5 \| \| Roberto Carballés \| disputado \| \| \| |                   |                                        |           |    |        |                   |
| 1 | Bandera de Suiza  | Dominic Stricker                       | 4         | 67 |        |                   |
| 1 | Bandera de España | Pedro Martínez                         | 6         | 79 |        |                   |
| 2 | Bandera de Suiza  | Jérôme Kym                             | 4         | 4  |        |                   |
| 2 | Bandera de España | Roberto Carballés                      | 6         | 6  |        |                   |
| 3 | Bandera de Suiza  | Marc-Andrea Huesler / Dominic Stricker | 4         | 5  |        |                   |
| 3 | Bandera de España | Pedro Martínez / Jaume Munar           | 6         | 7  |        |                   |
| 4 | Bandera de Suiza  | Rémy Bertola                           | 62        | 6  | [16]   |                   |
| 4 | Bandera de España | Martín Landaluce                       | 7         | 3  | [14]   |                   |
| 5 | Bandera de Suiza  | Dominic Stricker                       | No        |    |        |                   |
| 5 | Bandera de España | Roberto Carballés                      | disputado |    |        |                   |

| | Bandera de Croacia    | Croacia                    | 3         | 1 | Eslovaquia | Bandera de Eslovaquia |
| --- | --------------------- | -------------------------- | --------- | - | ---------- | --------------------- |
| Pabellón Gradski vrt, Osijek, Croacia 31 de enero y 1 de febrero de 2025 (Dura, bajo techo) |                       |                            |           |   |            |                       |
| \| 1 \| \| Duje Ajduković \| 7 \| 6 \| \| \| 1 \| \| Lukáš Klein \| 64 \| 3 \| \| \| 2 \| \| Dino Prižmić \| 6 \| 6 \| \| \| 2 \| \| Jozef Kovalík \| 2 \| 2 \| \| \| 3 \| \| Nikola Mektić / Mate Pavić \| 7 \| 7 \| \| \| 3 \| \| Lukáš Klein / Milos Karol \| 64 \| 5 \| \| \| 4 \| \| Matej Dodig \| 4 \| 4 \| \| \| 4 \| \| Norbert Gomboš \| 6 \| 6 \| \| \| 5 \| \| Dino Prižmić \| No \| \| \| \| 5 \| \| Lukáš Klein \| disputado \| \| \| |                       |                            |           |   |            |                       |
| 1 | Bandera de Croacia    | Duje Ajduković             | 7         | 6 |            |                       |
| 1 | Bandera de Eslovaquia | Lukáš Klein                | 64        | 3 |            |                       |
| 2 | Bandera de Croacia    | Dino Prižmić               | 6         | 6 |            |                       |
| 2 | Bandera de Eslovaquia | Jozef Kovalík              | 2         | 2 |            |                       |
| 3 | Bandera de Croacia    | Nikola Mektić / Mate Pavić | 7         | 7 |            |                       |
| 3 | Bandera de Eslovaquia | Lukáš Klein / Milos Karol  | 64        | 5 |            |                       |
| 4 | Bandera de Croacia    | Matej Dodig                | 4         | 4 |            |                       |
| 4 | Bandera de Eslovaquia | Norbert Gomboš             | 6         | 6 |            |                       |
| 5 | Bandera de Croacia    | Dino Prižmić               | No        |   |            |                       |
| 5 | Bandera de Eslovaquia | Lukáš Klein                | disputado |   |            |                       |

| | Bandera de Francia | Francia                                | 4         | 0 | Brasil | Bandera de Brasil |
| --- | ------------------ | -------------------------------------- | --------- | - | ------ | ----------------- |
| Palais des Sports, Orleans, Francia 1 y 2 de febrero de 2025 (Dura, bajo techo) |                    |                                        |           |   |        |                   |
| \| 1 \| \| Ugo Humbert \| 7 \| 6 \| \| \| 1 \| \| João Fonseca \| 5 \| 3 \| \| \| 2 \| \| Arthur Fils \| 6 \| 6 \| \| \| 2 \| \| Thiago Seyboth Wild \| 1 \| 4 \| \| \| 3 \| \| Benjamin Bonzi / Pierre-Hugues Herbert \| 4 \| 6 \| 6 \| \| 3 \| \| Rafael Matos / Marcelo Melo \| 6 \| 3 \| 4 \| \| 4 \| \| Giovanni Mpetshi Perricard \| 6 \| 6 \| \| \| 4 \| \| Matheus Pucinelli \| 4 \| 4 \| \| \| 5 \| \| Arthur Fils \| No \| \| \| \| 5 \| \| João Fonseca \| disputado \| \| \| |                    |                                        |           |   |        |                   |
| 1 | Bandera de Francia | Ugo Humbert                            | 7         | 6 |        |                   |
| 1 | Bandera de Brasil  | João Fonseca                           | 5         | 3 |        |                   |
| 2 | Bandera de Francia | Arthur Fils                            | 6         | 6 |        |                   |
| 2 | Bandera de Brasil  | Thiago Seyboth Wild                    | 1         | 4 |        |                   |
| 3 | Bandera de Francia | Benjamin Bonzi / Pierre-Hugues Herbert | 4         | 6 | 6      |                   |
| 3 | Bandera de Brasil  | Rafael Matos / Marcelo Melo            | 6         | 3 | 4      |                   |
| 4 | Bandera de Francia | Giovanni Mpetshi Perricard             | 6         | 6 |        |                   |
| 4 | Bandera de Brasil  | Matheus Pucinelli                      | 4         | 4 |        |                   |
| 5 | Bandera de Francia | Arthur Fils                            | No        |   |        |                   |
| 5 | Bandera de Brasil  | João Fonseca                           | disputado |   |        |                   |

## Grupos mundiales

### Grupo Mundial I
Fecha: 12 al 14 de septiembre de 2025

#### Equipos participantes
La clasificación para el nuevo Grupo Mundial I, fue la siguiente:
- 13 equipos perdedores de la primera ronda de clasificación para las Finales jugada entre el 31 de enero y el 2 de febrero de 2025.
- 13 ganadores de los Play-offs del Grupo Mundial I jugados entre el 31 de enero y el 2 de febrero de 2025.

| Equipos participantes  | Equipos participantes | Equipos participantes | Equipos participantes | Equipos participantes | Equipos participantes |
| · Bosnia y Herzegovina | · Bulgaria            | · Brasil              | · Canadá              | · Chile               | · China Taipéi        |
| · Colombia             | · Corea del Sur       | · Ecuador             | · Eslovaquia          | · Finlandia           | · Gran Bretaña        |
| · Grecia               | · India               | · Israel              | · Luxemburgo          | · Kazajistán          | · Noruega             |
| · Perú                 | · Polonia             | · Portugal            | · Serbia              | · Suecia              | · Suiza               |
| · Túnez                | · Turquía             | -                     | -                     | -                     | -                     |
| ---------------------- | --------------------- | --------------------- | --------------------- | --------------------- | --------------------- |

| | Bandera de Canadá | Canadá |  |  | Israel | Bandera de Israel |
| --- | ----------------- | ------ |  |  | ------ | ----------------- |
| Canadá 12 al 14 de septiembre de 2025 |                   |        |  |  |        |                   |
| \| 1 \| \| \| \| \| \| \| \| \| \| \| \| 2 \| \| \| \| \| \| \| \| \| \| \| \| 3 \| \| \| \| \| \| \| \| \| \| \| \| 4 \| \| \| \| \| \| \| \| \| \| \| \| 5 \| \| \| \| \| \| \| \| \| \| \| |                   |        |  |  |        |                   |
| 1 | Bandera de Canadá |        |  |  |        |                   |
| 1 | Bandera de Israel |        |  |  |        |                   |
| 2 | Bandera de Canadá |        |  |  |        |                   |
| 2 | Bandera de Israel |        |  |  |        |                   |
| 3 | Bandera de Canadá |        |  |  |        |                   |
| 3 | Bandera de Israel |        |  |  |        |                   |
| 4 | Bandera de Canadá |        |  |  |        |                   |
| 4 | Bandera de Israel |        |  |  |        |                   |
| 5 | Bandera de Canadá |        |  |  |        |                   |
| 5 | Bandera de Israel |        |  |  |        |                   |

| | Bandera de Bulgaria  | Bulgaria |  |  | Finlandia | Bandera de Finlandia |
| --- | -------------------- | -------- |  |  | --------- | -------------------- |
| Bulgaria 12 al 14 de septiembre de 2025 |                      |          |  |  |           |                      |
| \| 1 \| \| \| \| \| \| \| \| \| \| \| \| 2 \| \| \| \| \| \| \| \| \| \| \| \| 3 \| \| \| \| \| \| \| \| \| \| \| \| 4 \| \| \| \| \| \| \| \| \| \| \| \| 5 \| \| \| \| \| \| \| \| \| \| \| |                      |          |  |  |           |                      |
| 1 | Bandera de Bulgaria  |          |  |  |           |                      |
| 1 | Bandera de Finlandia |          |  |  |           |                      |
| 2 | Bandera de Bulgaria  |          |  |  |           |                      |
| 2 | Bandera de Finlandia |          |  |  |           |                      |
| 3 | Bandera de Bulgaria  |          |  |  |           |                      |
| 3 | Bandera de Finlandia |          |  |  |           |                      |
| 4 | Bandera de Bulgaria  |          |  |  |           |                      |
| 4 | Bandera de Finlandia |          |  |  |           |                      |
| 5 | Bandera de Bulgaria  |          |  |  |           |                      |
| 5 | Bandera de Finlandia |          |  |  |           |                      |

| | Bandera de Serbia  | Serbia |  |  | Turquía | Bandera de Turquía |
| --- | ------------------ | ------ |  |  | ------- | ------------------ |
| Serbia 12 al 14 de septiembre de 2025 |                    |        |  |  |         |                    |
| \| 1 \| \| \| \| \| \| \| \| \| \| \| \| 2 \| \| \| \| \| \| \| \| \| \| \| \| 3 \| \| \| \| \| \| \| \| \| \| \| \| 4 \| \| \| \| \| \| \| \| \| \| \| \| 5 \| \| \| \| \| \| \| \| \| \| \| |                    |        |  |  |         |                    |
| 1 | Bandera de Serbia  |        |  |  |         |                    |
| 1 | Bandera de Turquía |        |  |  |         |                    |
| 2 | Bandera de Serbia  |        |  |  |         |                    |
| 2 | Bandera de Turquía |        |  |  |         |                    |
| 3 | Bandera de Serbia  |        |  |  |         |                    |
| 3 | Bandera de Turquía |        |  |  |         |                    |
| 4 | Bandera de Serbia  |        |  |  |         |                    |
| 4 | Bandera de Turquía |        |  |  |         |                    |
| 5 | Bandera de Serbia  |        |  |  |         |                    |
| 5 | Bandera de Turquía |        |  |  |         |                    |

| | Bandera de Polonia      | Polonia |  |  | Gran Bretaña | Bandera del Reino Unido |
| --- | ----------------------- | ------- |  |  | ------------ | ----------------------- |
| Polonia 12 al 14 de septiembre de 2025 |                         |         |  |  |              |                         |
| \| 1 \| \| \| \| \| \| \| \| \| \| \| \| 2 \| \| \| \| \| \| \| \| \| \| \| \| 3 \| \| \| \| \| \| \| \| \| \| \| \| 4 \| \| \| \| \| \| \| \| \| \| \| \| 5 \| \| \| \| \| \| \| \| \| \| \| |                         |         |  |  |              |                         |
| 1 | Bandera de Polonia      |         |  |  |              |                         |
| 1 | Bandera del Reino Unido |         |  |  |              |                         |
| 2 | Bandera de Polonia      |         |  |  |              |                         |
| 2 | Bandera del Reino Unido |         |  |  |              |                         |
| 3 | Bandera de Polonia      |         |  |  |              |                         |
| 3 | Bandera del Reino Unido |         |  |  |              |                         |
| 4 | Bandera de Polonia      |         |  |  |              |                         |
| 4 | Bandera del Reino Unido |         |  |  |              |                         |
| 5 | Bandera de Polonia      |         |  |  |              |                         |
| 5 | Bandera del Reino Unido |         |  |  |              |                         |

| | Bandera de Chile      | Chile |  |  | Luxemburgo | Bandera de Luxemburgo |
| --- | --------------------- | ----- |  |  | ---------- | --------------------- |
| Chile 12 al 14 de septiembre de 2025 |                       |       |  |  |            |                       |
| \| 1 \| \| \| \| \| \| \| \| \| \| \| \| 2 \| \| \| \| \| \| \| \| \| \| \| \| 3 \| \| \| \| \| \| \| \| \| \| \| \| 4 \| \| \| \| \| \| \| \| \| \| \| \| 5 \| \| \| \| \| \| \| \| \| \| \| |                       |       |  |  |            |                       |
| 1 | Bandera de Chile      |       |  |  |            |                       |
| 1 | Bandera de Luxemburgo |       |  |  |            |                       |
| 2 | Bandera de Chile      |       |  |  |            |                       |
| 2 | Bandera de Luxemburgo |       |  |  |            |                       |
| 3 | Bandera de Chile      |       |  |  |            |                       |
| 3 | Bandera de Luxemburgo |       |  |  |            |                       |
| 4 | Bandera de Chile      |       |  |  |            |                       |
| 4 | Bandera de Luxemburgo |       |  |  |            |                       |
| 5 | Bandera de Chile      |       |  |  |            |                       |
| 5 | Bandera de Luxemburgo |       |  |  |            |                       |

| | Bandera de Grecia | Grecia |  |  | Brasil | Bandera de Brasil |
| --- | ----------------- | ------ |  |  | ------ | ----------------- |
| Grecia 12 al 14 de septiembre de 2025 |                   |        |  |  |        |                   |
| \| 1 \| \| \| \| \| \| \| \| \| \| \| \| 2 \| \| \| \| \| \| \| \| \| \| \| \| 3 \| \| \| \| \| \| \| \| \| \| \| \| 4 \| \| \| \| \| \| \| \| \| \| \| \| 5 \| \| \| \| \| \| \| \| \| \| \| |                   |        |  |  |        |                   |
| 1 | Bandera de Grecia |        |  |  |        |                   |
| 1 | Bandera de Brasil |        |  |  |        |                   |
| 2 | Bandera de Grecia |        |  |  |        |                   |
| 2 | Bandera de Brasil |        |  |  |        |                   |
| 3 | Bandera de Grecia |        |  |  |        |                   |
| 3 | Bandera de Brasil |        |  |  |        |                   |
| 4 | Bandera de Grecia |        |  |  |        |                   |
| 4 | Bandera de Brasil |        |  |  |        |                   |
| 5 | Bandera de Grecia |        |  |  |        |                   |
| 5 | Bandera de Brasil |        |  |  |        |                   |

| | Bandera de Eslovaquia | Eslovaquia |  |  | Colombia | Bandera de Colombia |
| --- | --------------------- | ---------- |  |  | -------- | ------------------- |
| Eslovaquia 12 al 14 de septiembre de 2025 |                       |            |  |  |          |                     |
| \| 1 \| \| \| \| \| \| \| \| \| \| \| \| 2 \| \| \| \| \| \| \| \| \| \| \| \| 3 \| \| \| \| \| \| \| \| \| \| \| \| 4 \| \| \| \| \| \| \| \| \| \| \| \| 5 \| \| \| \| \| \| \| \| \| \| \| |                       |            |  |  |          |                     |
| 1 | Bandera de Eslovaquia |            |  |  |          |                     |
| 1 | Bandera de Colombia   |            |  |  |          |                     |
| 2 | Bandera de Eslovaquia |            |  |  |          |                     |
| 2 | Bandera de Colombia   |            |  |  |          |                     |
| 3 | Bandera de Eslovaquia |            |  |  |          |                     |
| 3 | Bandera de Colombia   |            |  |  |          |                     |
| 4 | Bandera de Eslovaquia |            |  |  |          |                     |
| 4 | Bandera de Colombia   |            |  |  |          |                     |
| 5 | Bandera de Eslovaquia |            |  |  |          |                     |
| 5 | Bandera de Colombia   |            |  |  |          |                     |

| | Bandera de Corea del Sur | Corea del Sur |  |  | Kazajistán | Bandera de Kazajistán |
| --- | ------------------------ | ------------- |  |  | ---------- | --------------------- |
| Corea del Sur 12 al 14 de septiembre de 2025 |                          |               |  |  |            |                       |
| \| 1 \| \| \| \| \| \| \| \| \| \| \| \| 2 \| \| \| \| \| \| \| \| \| \| \| \| 3 \| \| \| \| \| \| \| \| \| \| \| \| 4 \| \| \| \| \| \| \| \| \| \| \| \| 5 \| \| \| \| \| \| \| \| \| \| \| |                          |               |  |  |            |                       |
| 1 | Bandera de Corea del Sur |               |  |  |            |                       |
| 1 | Bandera de Kazajistán    |               |  |  |            |                       |
| 2 | Bandera de Corea del Sur |               |  |  |            |                       |
| 2 | Bandera de Kazajistán    |               |  |  |            |                       |
| 3 | Bandera de Corea del Sur |               |  |  |            |                       |
| 3 | Bandera de Kazajistán    |               |  |  |            |                       |
| 4 | Bandera de Corea del Sur |               |  |  |            |                       |
| 4 | Bandera de Kazajistán    |               |  |  |            |                       |
| 5 | Bandera de Corea del Sur |               |  |  |            |                       |
| 5 | Bandera de Kazajistán    |               |  |  |            |                       |

| | Bandera de Suiza    | Suiza |  |  | India | Bandera de la India |
| --- | ------------------- | ----- |  |  | ----- | ------------------- |
| Suiza 12 al 14 de septiembre de 2025 |                     |       |  |  |       |                     |
| \| 1 \| \| \| \| \| \| \| \| \| \| \| \| 2 \| \| \| \| \| \| \| \| \| \| \| \| 3 \| \| \| \| \| \| \| \| \| \| \| \| 4 \| \| \| \| \| \| \| \| \| \| \| \| 5 \| \| \| \| \| \| \| \| \| \| \| |                     |       |  |  |       |                     |
| 1 | Bandera de Suiza    |       |  |  |       |                     |
| 1 | Bandera de la India |       |  |  |       |                     |
| 2 | Bandera de Suiza    |       |  |  |       |                     |
| 2 | Bandera de la India |       |  |  |       |                     |
| 3 | Bandera de Suiza    |       |  |  |       |                     |
| 3 | Bandera de la India |       |  |  |       |                     |
| 4 | Bandera de Suiza    |       |  |  |       |                     |
| 4 | Bandera de la India |       |  |  |       |                     |
| 5 | Bandera de Suiza    |       |  |  |       |                     |
| 5 | Bandera de la India |       |  |  |       |                     |

| | Bandera de Suecia | Suecia |  |  | Túnez | Bandera de Túnez |
| --- | ----------------- | ------ |  |  | ----- | ---------------- |
| Suecia 12 al 14 de septiembre de 2025 |                   |        |  |  |       |                  |
| \| 1 \| \| \| \| \| \| \| \| \| \| \| \| 2 \| \| \| \| \| \| \| \| \| \| \| \| 3 \| \| \| \| \| \| \| \| \| \| \| \| 4 \| \| \| \| \| \| \| \| \| \| \| \| 5 \| \| \| \| \| \| \| \| \| \| \| |                   |        |  |  |       |                  |
| 1 | Bandera de Suecia |        |  |  |       |                  |
| 1 | Bandera de Túnez  |        |  |  |       |                  |
| 2 | Bandera de Suecia |        |  |  |       |                  |
| 2 | Bandera de Túnez  |        |  |  |       |                  |
| 3 | Bandera de Suecia |        |  |  |       |                  |
| 3 | Bandera de Túnez  |        |  |  |       |                  |
| 4 | Bandera de Suecia |        |  |  |       |                  |
| 4 | Bandera de Túnez  |        |  |  |       |                  |
| 5 | Bandera de Suecia |        |  |  |       |                  |
| 5 | Bandera de Túnez  |        |  |  |       |                  |

| | Bandera de Perú     | Perú |  |  | Portugal | Bandera de Portugal |
| --- | ------------------- | ---- |  |  | -------- | ------------------- |
| Perú 12 al 14 de septiembre de 2025 |                     |      |  |  |          |                     |
| \| 1 \| \| \| \| \| \| \| \| \| \| \| \| 2 \| \| \| \| \| \| \| \| \| \| \| \| 3 \| \| \| \| \| \| \| \| \| \| \| \| 4 \| \| \| \| \| \| \| \| \| \| \| \| 5 \| \| \| \| \| \| \| \| \| \| \| |                     |      |  |  |          |                     |
| 1 | Bandera de Perú     |      |  |  |          |                     |
| 1 | Bandera de Portugal |      |  |  |          |                     |
| 2 | Bandera de Perú     |      |  |  |          |                     |
| 2 | Bandera de Portugal |      |  |  |          |                     |
| 3 | Bandera de Perú     |      |  |  |          |                     |
| 3 | Bandera de Portugal |      |  |  |          |                     |
| 4 | Bandera de Perú     |      |  |  |          |                     |
| 4 | Bandera de Portugal |      |  |  |          |                     |
| 5 | Bandera de Perú     |      |  |  |          |                     |
| 5 | Bandera de Portugal |      |  |  |          |                     |

| | Bandera de China Taipéi | China Taipéi |  |  | Noruega | Bandera de Noruega |
| --- | ----------------------- | ------------ |  |  | ------- | ------------------ |
| República de China 12 al 14 de septiembre de 2025 |                         |              |  |  |         |                    |
| \| 1 \| \| \| \| \| \| \| \| \| \| \| \| 2 \| \| \| \| \| \| \| \| \| \| \| \| 3 \| \| \| \| \| \| \| \| \| \| \| \| 4 \| \| \| \| \| \| \| \| \| \| \| \| 5 \| \| \| \| \| \| \| \| \| \| \| |                         |              |  |  |         |                    |
| 1 | Bandera de China Taipéi |              |  |  |         |                    |
| 1 | Bandera de Noruega      |              |  |  |         |                    |
| 2 | Bandera de China Taipéi |              |  |  |         |                    |
| 2 | Bandera de Noruega      |              |  |  |         |                    |
| 3 | Bandera de China Taipéi |              |  |  |         |                    |
| 3 | Bandera de Noruega      |              |  |  |         |                    |
| 4 | Bandera de China Taipéi |              |  |  |         |                    |
| 4 | Bandera de Noruega      |              |  |  |         |                    |
| 5 | Bandera de China Taipéi |              |  |  |         |                    |
| 5 | Bandera de Noruega      |              |  |  |         |                    |

| | Bandera de Ecuador              | Ecuador |  |  | Bosnia y Herzegovina | Bandera de Bosnia y Herzegovina |
| --- | ------------------------------- | ------- |  |  | -------------------- | ------------------------------- |
| Ecuador 12 al 14 de septiembre de 2025 |                                 |         |  |  |                      |                                 |
| \| 1 \| \| \| \| \| \| \| \| \| \| \| \| 2 \| \| \| \| \| \| \| \| \| \| \| \| 3 \| \| \| \| \| \| \| \| \| \| \| \| 4 \| \| \| \| \| \| \| \| \| \| \| \| 5 \| \| \| \| \| \| \| \| \| \| \| |                                 |         |  |  |                      |                                 |
| 1 | Bandera de Ecuador              |         |  |  |                      |                                 |
| 1 | Bandera de Bosnia y Herzegovina |         |  |  |                      |                                 |
| 2 | Bandera de Ecuador              |         |  |  |                      |                                 |
| 2 | Bandera de Bosnia y Herzegovina |         |  |  |                      |                                 |
| 3 | Bandera de Ecuador              |         |  |  |                      |                                 |
| 3 | Bandera de Bosnia y Herzegovina |         |  |  |                      |                                 |
| 4 | Bandera de Ecuador              |         |  |  |                      |                                 |
| 4 | Bandera de Bosnia y Herzegovina |         |  |  |                      |                                 |
| 5 | Bandera de Ecuador              |         |  |  |                      |                                 |
| 5 | Bandera de Bosnia y Herzegovina |         |  |  |                      |                                 |

### Play-offs Grupo Mundial I
La clasificación para los Play-offs del nuevo Grupo Mundial I, fue la siguiente:
- 12 equipos perdedores del Grupo Mundial I.
- 12 equipos ganadores del Grupo Mundial II.
- 2 equipos perdedores mejor clasificados del Grupo Mundial II.

#### Equipos participantes
| Zona Americana         | Zona Americana         | Zona Americana         | Zona Americana         | Zona Americana         | Zona Americana         |
| · Colombia             | · Barbados             | · Ecuador              | · México               | · Perú                 | -                      |
| Zona Asiática/Oceánica | Zona Asiática/Oceánica | Zona Asiática/Oceánica | Zona Asiática/Oceánica | Zona Asiática/Oceánica | Zona Asiática/Oceánica |
| · India                | · Kazajistán           | · Líbano               | · Pakistán             | · Uzbekistán           | -                      |
| Zona Europea/Africana  | Zona Europea/Africana  | Zona Europea/Africana  | Zona Europea/Africana  | Zona Europea/Africana  | Zona Europea/Africana  |
| · Bosnia y Herzegovina | · Bulgaria             | · Egipto               | · Georgia              | · Grecia               | · Lituania             |
| · Luxemburgo           | · Mónaco               | · Polonia              | · Portugal             | · Rumania              | · Togo                 |
| · Túnez                | · Turquía              | · Ucrania              | -                      | -                      | -                      |
| ---------------------- | ---------------------- | ---------------------- | ---------------------- | ---------------------- | ---------------------- |

| | Bandera de Kazajistán | Kazajistán                            | 4         | 0  | Pakistán | Bandera de Pakistán |
| --- | --------------------- | ------------------------------------- | --------- | -- | -------- | ------------------- |
| Beeline Arena, Astaná, Kazajistán 1 y 2 de febrero de 2025 (Dura, bajo techo) |                       |                                       |           |    |          |                     |
| \| 1 \| \| Alexander Shevchenko \| 6 \| 6 \| \| \| 1 \| \| Muzammil Murtaza \| 2 \| 1 \| \| \| 2 \| \| Beibit Zhukayev \| 7 \| 6 \| \| \| 2 \| \| Huzaifa Abdul Rehman \| 5 \| 0 \| \| \| 3 \| \| Alexander Shevchenko / Timofey Skatov \| 6 \| 7 \| \| \| 3 \| \| Muzammil Murtaza / Aqeel Khan \| 4 \| 61 \| \| \| 4 \| \| Denis Yevseyev \| 6 \| 6 \| \| \| 4 \| \| Ahmad Qureshi \| 0 \| 0 \| \| \| 5 \| \| Beibit Zhukayev \| No \| \| \| \| 5 \| \| Muzammil Murtaza \| disputado \| \| \| |                       |                                       |           |    |          |                     |
| 1 | Bandera de Kazajistán | Alexander Shevchenko                  | 6         | 6  |          |                     |
| 1 | Bandera de Pakistán   | Muzammil Murtaza                      | 2         | 1  |          |                     |
| 2 | Bandera de Kazajistán | Beibit Zhukayev                       | 7         | 6  |          |                     |
| 2 | Bandera de Pakistán   | Huzaifa Abdul Rehman                  | 5         | 0  |          |                     |
| 3 | Bandera de Kazajistán | Alexander Shevchenko / Timofey Skatov | 6         | 7  |          |                     |
| 3 | Bandera de Pakistán   | Muzammil Murtaza / Aqeel Khan         | 4         | 61 |          |                     |
| 4 | Bandera de Kazajistán | Denis Yevseyev                        | 6         | 6  |          |                     |
| 4 | Bandera de Pakistán   | Ahmad Qureshi                         | 0         | 0  |          |                     |
| 5 | Bandera de Kazajistán | Beibit Zhukayev                       | No        |    |          |                     |
| 5 | Bandera de Pakistán   | Muzammil Murtaza                      | disputado |    |          |                     |

| | Bandera de Mónaco   | Mónaco                         | 2 | 3  | Portugal | Bandera de Portugal |
| --- | ------------------- | ------------------------------ | - | -- | -------- | ------------------- |
| Monte Carlo Country Club, Roquebrune-Cap-Martin, Francia 1 y 2 de febrero de 2025 (Tierra batida) |                     |                                |   |    |          |                     |
| \| 1 \| \| Valentin Vacherot \| 6 \| 65 \| 6 \| \| 1 \| \| Jaime Faria \| 4 \| 7 \| 2 \| \| 2 \| \| Benjamin Balleret \| 3 \| 1 \| \| \| 2 \| \| Nuno Borges \| 6 \| 6 \| \| \| 3 \| \| Romain Arneodo / Hugo Nys \| 3 \| 6 \| 5 \| \| 3 \| \| Nuno Borges / Francisco Cabral \| 6 \| 3 \| 7 \| \| 4 \| \| Valentin Vacherot \| 4 \| 6 \| 6 \| \| 4 \| \| Nuno Borges \| 6 \| 1 \| 2 \| \| 5 \| \| Romain Arneodo \| 5 \| 5 \| \| \| 5 \| \| Henrique Rocha \| 7 \| 7 \| \| |                     |                                |   |    |          |                     |
| 1 | Bandera de Mónaco   | Valentin Vacherot              | 6 | 65 | 6        |                     |
| 1 | Bandera de Portugal | Jaime Faria                    | 4 | 7  | 2        |                     |
| 2 | Bandera de Mónaco   | Benjamin Balleret              | 3 | 1  |          |                     |
| 2 | Bandera de Portugal | Nuno Borges                    | 6 | 6  |          |                     |
| 3 | Bandera de Mónaco   | Romain Arneodo / Hugo Nys      | 3 | 6  | 5        |                     |
| 3 | Bandera de Portugal | Nuno Borges / Francisco Cabral | 6 | 3  | 7        |                     |
| 4 | Bandera de Mónaco   | Valentin Vacherot              | 4 | 6  | 6        |                     |
| 4 | Bandera de Portugal | Nuno Borges                    | 6 | 1  | 2        |                     |
| 5 | Bandera de Mónaco   | Romain Arneodo                 | 5 | 5  |          |                     |
| 5 | Bandera de Portugal | Henrique Rocha                 | 7 | 7  |          |                     |

| | Bandera de Uzbekistán           | Uzbekistán                      | 1         | 3  | Bosnia y Herzegovina | Bandera de Bosnia y Herzegovina |
| --- | ------------------------------- | ------------------------------- | --------- | -- | -------------------- | ------------------------------- |
| Olympic Tennis School, Taskent, Uzbekistán 31 de enero y 1 de febrero de 2025 (Dura, bajo techo) |                                 |                                 |           |    |                      |                                 |
| \| 1 \| \| Khumoun Sultanov \| 6 \| 3 \| 7 \| \| 1 \| \| Mirza Bašić \| 4 \| 6 \| 64 \| \| 2 \| \| Sergey Fomin \| 67 \| 3 \| \| \| 2 \| \| Damir Džumhur \| 79 \| 6 \| \| \| 3 \| \| Sergey Fomin / Khumoun Sultanov \| 66 \| 62 \| \| \| 3 \| \| Mirza Bašić / Nerman Fatic \| 78 \| 7 \| \| \| 4 \| \| Khumoun Sultanov \| 4 \| 6 \| 3 \| \| 4 \| \| Damir Džumhur \| 6 \| 1 \| 6 \| \| 5 \| \| Sergey Fomin \| No \| \| \| \| 5 \| \| Mirza Bašić \| disputado \| \| \| |                                 |                                 |           |    |                      |                                 |
| 1 | Bandera de Uzbekistán           | Khumoun Sultanov                | 6         | 3  | 7                    |                                 |
| 1 | Bandera de Bosnia y Herzegovina | Mirza Bašić                     | 4         | 6  | 64                   |                                 |
| 2 | Bandera de Uzbekistán           | Sergey Fomin                    | 67        | 3  |                      |                                 |
| 2 | Bandera de Bosnia y Herzegovina | Damir Džumhur                   | 79        | 6  |                      |                                 |
| 3 | Bandera de Uzbekistán           | Sergey Fomin / Khumoun Sultanov | 66        | 62 |                      |                                 |
| 3 | Bandera de Bosnia y Herzegovina | Mirza Bašić / Nerman Fatic      | 78        | 7  |                      |                                 |
| 4 | Bandera de Uzbekistán           | Khumoun Sultanov                | 4         | 6  | 3                    |                                 |
| 4 | Bandera de Bosnia y Herzegovina | Damir Džumhur                   | 6         | 1  | 6                    |                                 |
| 5 | Bandera de Uzbekistán           | Sergey Fomin                    | No        |    |                      |                                 |
| 5 | Bandera de Bosnia y Herzegovina | Mirza Bašić                     | disputado |    |                      |                                 |

| | Bandera de Colombia | Colombia                                | 3  | 2 | Barbados | Bandera de Barbados |
| --- | ------------------- | --------------------------------------- | -- | - | -------- | ------------------- |
| Complejo de Raquetas, Ibagué, Colombia 31 de enero y 1 de febrero de 2025 (Tierra batida) |                     |                                         |    |   |          |                     |
| \| 1 \| \| Nicolás Mejía \| 6 \| 6 \| \| \| 1 \| \| Xavier Lawrence \| 2 \| 0 \| \| \| 2 \| \| Adria Soriano Barrera \| 2 \| 4 \| \| \| 2 \| \| Darian King \| 6 \| 6 \| \| \| 3 \| \| Nicolas Barrientos / Cristian Rodríguez \| 7 \| 6 \| \| \| 3 \| \| Darian King / Stephen Slocombe \| 64 \| 2 \| \| \| 4 \| \| Nicolás Mejía \| 3 \| 4 \| \| \| 4 \| \| Darian King \| 6 \| 6 \| \| \| 5 \| \| Adria Soriano Barrera \| 6 \| 6 \| \| \| 5 \| \| Kaipo Marshall \| 2 \| 2 \| \| |                     |                                         |    |   |          |                     |
| 1 | Bandera de Colombia | Nicolás Mejía                           | 6  | 6 |          |                     |
| 1 | Bandera de Barbados | Xavier Lawrence                         | 2  | 0 |          |                     |
| 2 | Bandera de Colombia | Adria Soriano Barrera                   | 2  | 4 |          |                     |
| 2 | Bandera de Barbados | Darian King                             | 6  | 6 |          |                     |
| 3 | Bandera de Colombia | Nicolas Barrientos / Cristian Rodríguez | 7  | 6 |          |                     |
| 3 | Bandera de Barbados | Darian King / Stephen Slocombe          | 64 | 2 |          |                     |
| 4 | Bandera de Colombia | Nicolás Mejía                           | 3  | 4 |          |                     |
| 4 | Bandera de Barbados | Darian King                             | 6  | 6 |          |                     |
| 5 | Bandera de Colombia | Adria Soriano Barrera                   | 6  | 6 |          |                     |
| 5 | Bandera de Barbados | Kaipo Marshall                          | 2  | 2 |          |                     |

| | Bandera de Turquía | Turquía                                | 5 | 0 | México | Bandera de México |
| --- | ------------------ | -------------------------------------- | - | - | ------ | ----------------- |
| Tenis Eskrim Dağcılık Kulübü, Estambul, Turquía 1 y 2 de febrero de 2025 (Dura, bajo techo) |                    |                                        |   |   |        |                   |
| \| 1 \| \| Ergi Kırkın \| 7 \| 5 \| 7 \| \| 1 \| \| Alejandro Hernández \| 5 \| 7 \| 5 \| \| 2 \| \| Yankı Erel \| 6 \| 1 \| 6 \| \| 2 \| \| Rodrigo Pacheco Méndez \| 4 \| 6 \| 1 \| \| 3 \| \| Yankı Erel / Ergi Kırkın \| 2 \| 7 \| 6 \| \| 3 \| \| Daniel Moreno / Rodrigo Pacheco Méndez \| 6 \| 5 \| 3 \| \| 4 \| \| Atakan Karahan \| 6 \| 6 \| \| \| 4 \| \| Rafael De Alba \| 3 \| 3 \| \| \| 5 \| \| Mert Naci Türker \| 6 \| 6 \| \| \| 5 \| \| Eugenio Gonzalez Fitzmaurice \| 1 \| 2 \| \| |                    |                                        |   |   |        |                   |
| 1 | Bandera de Turquía | Ergi Kırkın                            | 7 | 5 | 7      |                   |
| 1 | Bandera de México  | Alejandro Hernández                    | 5 | 7 | 5      |                   |
| 2 | Bandera de Turquía | Yankı Erel                             | 6 | 1 | 6      |                   |
| 2 | Bandera de México  | Rodrigo Pacheco Méndez                 | 4 | 6 | 1      |                   |
| 3 | Bandera de Turquía | Yankı Erel / Ergi Kırkın               | 2 | 7 | 6      |                   |
| 3 | Bandera de México  | Daniel Moreno / Rodrigo Pacheco Méndez | 6 | 5 | 3      |                   |
| 4 | Bandera de Turquía | Atakan Karahan                         | 6 | 6 |        |                   |
| 4 | Bandera de México  | Rafael De Alba                         | 3 | 3 |        |                   |
| 5 | Bandera de Turquía | Mert Naci Türker                       | 6 | 6 |        |                   |
| 5 | Bandera de México  | Eugenio Gonzalez Fitzmaurice           | 1 | 2 |        |                   |

| | Bandera de Líbano | Líbano                                 | 0         | 4  | Perú | Bandera de Perú |
| --- | ----------------- | -------------------------------------- | --------- | -- | ---- | --------------- |
| Smash Sporting Club, El Cairo, Egipto 31 de enero y 1 de febrero de 2025 (Tierra batida) |                   |                                        |           |    |      |                 |
| \| 1 \| \| Benjamin Hassan \| 3 \| 2 \| \| \| 1 \| \| Ignacio Buse \| 6 \| 6 \| \| \| 2 \| \| Hady Habib \| 3 \| 6 \| 4 \| \| 2 \| \| Gonzalo Bueno \| 6 \| 2 \| 6 \| \| 3 \| \| Benjamin Hassan / Ignacio Buse \| 4 \| 5 \| \| \| 3 \| \| Conner Huertas del Pino / Ignacio Buse \| 6 \| 7 \| \| \| 4 \| \| Fadi Bidan \| 64 \| 63 \| \| \| 4 \| \| Conner Huertas del Pino \| 7 \| 7 \| \| \| 5 \| \| Benjamin Hassan \| No \| \| \| \| 5 \| \| Gonzalo Bueno \| disputado \| \| \| |                   |                                        |           |    |      |                 |
| 1 | Bandera de Líbano | Benjamin Hassan                        | 3         | 2  |      |                 |
| 1 | Bandera de Perú   | Ignacio Buse                           | 6         | 6  |      |                 |
| 2 | Bandera de Líbano | Hady Habib                             | 3         | 6  | 4    |                 |
| 2 | Bandera de Perú   | Gonzalo Bueno                          | 6         | 2  | 6    |                 |
| 3 | Bandera de Líbano | Benjamin Hassan / Ignacio Buse         | 4         | 5  |      |                 |
| 3 | Bandera de Perú   | Conner Huertas del Pino / Ignacio Buse | 6         | 7  |      |                 |
| 4 | Bandera de Líbano | Fadi Bidan                             | 64        | 63 |      |                 |
| 4 | Bandera de Perú   | Conner Huertas del Pino                | 7         | 7  |      |                 |
| 5 | Bandera de Líbano | Benjamin Hassan                        | No        |    |      |                 |
| 5 | Bandera de Perú   | Gonzalo Bueno                          | disputado |    |      |                 |

| | Bandera de Túnez   | Túnez                            | 3  | 2  | Ucrania | Bandera de Ucrania |
| --- | ------------------ | -------------------------------- | -- | -- | ------- | ------------------ |
| Cité Nationale Sportive D'el Menzah, ciudad de Túnez, Túnez 31 de enero y 1 de febrero de 2025 (Dura) |                    |                                  |    |    |         |                    |
| \| 1 \| \| Aziz Dougaz \| 3 \| 78 \| 3 \| \| 1 \| \| Vitaliy Sachko \| 6 \| 66 \| 6 \| \| 2 \| \| Moez Echargui \| 7 \| 6 \| \| \| 2 \| \| Oleksandr Ovcharenko \| 61 \| 2 \| \| \| 3 \| \| Aziz Dougaz / Aziz Ouakaa \| 6 \| 6 \| \| \| 3 \| \| Oleksii Krutykh / Vitaliy Sachko \| 3 \| 4 \| \| \| 4 \| \| Aziz Dougaz \| 2 \| 2 \| \| \| 4 \| \| Oleksandr Ovcharenko \| 6 \| 6 \| \| \| 5 \| \| Moez Echargui \| 7 \| 6 \| \| \| 5 \| \| Vitaliy Sachko \| 5 \| 1 \| \| |                    |                                  |    |    |         |                    |
| 1 | Bandera de Túnez   | Aziz Dougaz                      | 3  | 78 | 3       |                    |
| 1 | Bandera de Ucrania | Vitaliy Sachko                   | 6  | 66 | 6       |                    |
| 2 | Bandera de Túnez   | Moez Echargui                    | 7  | 6  |         |                    |
| 2 | Bandera de Ucrania | Oleksandr Ovcharenko             | 61 | 2  |         |                    |
| 3 | Bandera de Túnez   | Aziz Dougaz / Aziz Ouakaa        | 6  | 6  |         |                    |
| 3 | Bandera de Ucrania | Oleksii Krutykh / Vitaliy Sachko | 3  | 4  |         |                    |
| 4 | Bandera de Túnez   | Aziz Dougaz                      | 2  | 2  |         |                    |
| 4 | Bandera de Ucrania | Oleksandr Ovcharenko             | 6  | 6  |         |                    |
| 5 | Bandera de Túnez   | Moez Echargui                    | 7  | 6  |         |                    |
| 5 | Bandera de Ucrania | Vitaliy Sachko                   | 5  | 1  |         |                    |

| | Bandera de Ecuador | Ecuador                        | 3         | 1 | Uruguay | Bandera de Uruguay |
| --- | ------------------ | ------------------------------ | --------- | - | ------- | ------------------ |
| Salinas Golf y Tenis Club, Salinas, Ecuador 1 y 2 de febrero de 2025 (Dura) |                    |                                |           |   |         |                    |
| \| 1 \| \| Andrés Andrade \| 6 \| 6 \| \| \| 1 \| \| Francisco Llanes \| 4 \| 0 \| \| \| 2 \| \| Álvaro Guillén Meza \| 66 \| 0 \| \| \| 2 \| \| Franco Roncadelli \| 78 \| 6 \| \| \| 3 \| \| Andrés Andrade / Diego Hidalgo \| 6 \| 7 \| \| \| 3 \| \| Ariel Behar / Ignacio Carou \| 3 \| 5 \| \| \| 4 \| \| Andrés Andrade \| 6 \| 6 \| \| \| 4 \| \| Franco Roncadelli \| 4 \| 1 \| \| \| 5 \| \| Álvaro Guillén Meza \| No \| \| \| \| 5 \| \| Francisco Llanes \| disputado \| \| \| |                    |                                |           |   |         |                    |
| 1 | Bandera de Ecuador | Andrés Andrade                 | 6         | 6 |         |                    |
| 1 | Bandera de Uruguay | Francisco Llanes               | 4         | 0 |         |                    |
| 2 | Bandera de Ecuador | Álvaro Guillén Meza            | 66        | 0 |         |                    |
| 2 | Bandera de Uruguay | Franco Roncadelli              | 78        | 6 |         |                    |
| 3 | Bandera de Ecuador | Andrés Andrade / Diego Hidalgo | 6         | 7 |         |                    |
| 3 | Bandera de Uruguay | Ariel Behar / Ignacio Carou    | 3         | 5 |         |                    |
| 4 | Bandera de Ecuador | Andrés Andrade                 | 6         | 6 |         |                    |
| 4 | Bandera de Uruguay | Franco Roncadelli              | 4         | 1 |         |                    |
| 5 | Bandera de Ecuador | Álvaro Guillén Meza            | No        |   |         |                    |
| 5 | Bandera de Uruguay | Francisco Llanes               | disputado |   |         |                    |

| | Bandera de Rumania  | Rumania                            | 1         | 3  | Bulgaria | Bandera de Bulgaria |
| --- | ------------------- | ---------------------------------- | --------- | -- | -------- | ------------------- |
| Pabellon Polivalente de Craiova, Craiova, Rumania 31 de enero y 1 de febrero de 2025 (Dura, bajo techo) |                     |                                    |           |    |          |                     |
| \| 1 \| \| Cezar Cretu \| 66 \| 6 \| 7 \| \| 1 \| \| Petr Nesterov \| 78 \| 3 \| 63 \| \| 2 \| \| Filip Cristian Jianu \| 3 \| 63 \| \| \| 2 \| \| Iliyan Radulov \| 6 \| 7 \| \| \| 3 \| \| Victor Cornea / Gabi Adrian Boitan \| 3 \| 3 \| \| \| 3 \| \| Petr Nesterov / Alexander Donski \| 6 \| 6 \| \| \| 4 \| \| Filip Cristian Jianu \| 3 \| 6 \| 3 \| \| 4 \| \| Adrian Andreev \| 6 \| 3 \| 6 \| \| 5 \| \| Cezar Cretu \| No \| \| \| \| 5 \| \| Iliyan Radulov \| disputado \| \| \| |                     |                                    |           |    |          |                     |
| 1 | Bandera de Rumania  | Cezar Cretu                        | 66        | 6  | 7        |                     |
| 1 | Bandera de Bulgaria | Petr Nesterov                      | 78        | 3  | 63       |                     |
| 2 | Bandera de Rumania  | Filip Cristian Jianu               | 3         | 63 |          |                     |
| 2 | Bandera de Bulgaria | Iliyan Radulov                     | 6         | 7  |          |                     |
| 3 | Bandera de Rumania  | Victor Cornea / Gabi Adrian Boitan | 3         | 3  |          |                     |
| 3 | Bandera de Bulgaria | Petr Nesterov / Alexander Donski   | 6         | 6  |          |                     |
| 4 | Bandera de Rumania  | Filip Cristian Jianu               | 3         | 6  | 3        |                     |
| 4 | Bandera de Bulgaria | Adrian Andreev                     | 6         | 3  | 6        |                     |
| 5 | Bandera de Rumania  | Cezar Cretu                        | No        |    |          |                     |
| 5 | Bandera de Bulgaria | Iliyan Radulov                     | disputado |    |          |                     |

| | Bandera de la India | India                                 | 4         | 0 | Togo | Bandera de Togo |
| --- | ------------------- | ------------------------------------- | --------- | - | ---- | --------------- |
| DLTA Complex, Nueva Delhi, India 1 y 2 de febrero de 2025 (Dura) |                     |                                       |           |   |      |                 |
| \| 1 \| \| Mukund Sasikumar \| 6 \| 6 \| \| \| 1 \| \| Liova Ajavon \| 2 \| 1 \| \| \| 2 \| \| Ramkumar Ramanathan \| 6 \| 6 \| \| \| 2 \| \| Thomas Setodji \| 0 \| 2 \| \| \| 3 \| \| Rithvik Bollipalli / N. Sriram Balaji \| 6 \| 6 \| \| \| 3 \| \| Hod'abalo Padio / Mlapa Akomlo \| 2 \| 1 \| \| \| 4 \| \| Karan Singh \| 6 \| 6 \| \| \| 4 \| \| Hod'abalo Padio \| 2 \| 3 \| \| \| 5 \| \| Ramkumar Ramanathan \| No \| \| \| \| 5 \| \| Liova Ajavon \| disputado \| \| \| |                     |                                       |           |   |      |                 |
| 1 | Bandera de la India | Mukund Sasikumar                      | 6         | 6 |      |                 |
| 1 | Bandera de Togo     | Liova Ajavon                          | 2         | 1 |      |                 |
| 2 | Bandera de la India | Ramkumar Ramanathan                   | 6         | 6 |      |                 |
| 2 | Bandera de Togo     | Thomas Setodji                        | 0         | 2 |      |                 |
| 3 | Bandera de la India | Rithvik Bollipalli / N. Sriram Balaji | 6         | 6 |      |                 |
| 3 | Bandera de Togo     | Hod'abalo Padio / Mlapa Akomlo        | 2         | 1 |      |                 |
| 4 | Bandera de la India | Karan Singh                           | 6         | 6 |      |                 |
| 4 | Bandera de Togo     | Hod'abalo Padio                       | 2         | 3 |      |                 |
| 5 | Bandera de la India | Ramkumar Ramanathan                   | No        |   |      |                 |
| 5 | Bandera de Togo     | Liova Ajavon                          | disputado |   |      |                 |

| | Bandera de Grecia | Grecia                                | 3  | 2  | Egipto | Bandera de Egipto |
| --- | ----------------- | ------------------------------------- | -- | -- | ------ | ----------------- |
| Ace Tennis Club, Atenas, Grecia 1 y 2 de febrero de 2025 (Tierra batida, bajo techo) |                   |                                       |    |    |        |                   |
| \| 1 \| \| Christos Antonopoulos \| 2 \| 2 \| \| \| 1 \| \| Mohamed Safwat \| 6 \| 6 \| \| \| 2 \| \| Stefanos Sakellaridis \| 6 \| 6 \| \| \| 2 \| \| Karim-Mohamed Maamoun \| 1 \| 2 \| \| \| 3 \| \| Aristotelis Thanos / Petros Tsitsipas \| 65 \| 66 \| \| \| 3 \| \| Mohamed Safwat / Fares Zakaria \| 7 \| 78 \| \| \| 4 \| \| Stefanos Sakellaridis \| 6 \| 3 \| 6 \| \| 4 \| \| Mohamed Safwat \| 4 \| 6 \| 2 \| \| 5 \| \| Aristotelis Thanos \| 6 \| 6 \| \| \| 5 \| \| Amr Elsayed \| 0 \| 3 \| \| |                   |                                       |    |    |        |                   |
| 1 | Bandera de Grecia | Christos Antonopoulos                 | 2  | 2  |        |                   |
| 1 | Bandera de Egipto | Mohamed Safwat                        | 6  | 6  |        |                   |
| 2 | Bandera de Grecia | Stefanos Sakellaridis                 | 6  | 6  |        |                   |
| 2 | Bandera de Egipto | Karim-Mohamed Maamoun                 | 1  | 2  |        |                   |
| 3 | Bandera de Grecia | Aristotelis Thanos / Petros Tsitsipas | 65 | 66 |        |                   |
| 3 | Bandera de Egipto | Mohamed Safwat / Fares Zakaria        | 7  | 78 |        |                   |
| 4 | Bandera de Grecia | Stefanos Sakellaridis                 | 6  | 3  | 6      |                   |
| 4 | Bandera de Egipto | Mohamed Safwat                        | 4  | 6  | 2      |                   |
| 5 | Bandera de Grecia | Aristotelis Thanos                    | 6  | 6  |        |                   |
| 5 | Bandera de Egipto | Amr Elsayed                           | 0  | 3  |        |                   |

| | Bandera de Luxemburgo | Luxemburgo                    | 3         | 1  | Lituania | Bandera de Lituania |
| --- | --------------------- | ----------------------------- | --------- | -- | -------- | ------------------- |
| D'Coque, Kirchberg, Luxemburgo 1 y 2 de febrero de 2025 (Dura, bajo techo) |                       |                               |           |    |          |                     |
| \| 1 \| \| Chris Rodesch \| 3 \| 1 \| \| \| 1 \| \| Edas Butvilas \| 6 \| 6 \| \| \| 2 \| \| Alex Knaff \| 6 \| 3 \| 6 \| \| 2 \| \| Vilius Gaubas \| 4 \| 6 \| 2 \| \| 3 \| \| Alex Knaff / Chris Rodesch \| 6 \| 7 \| \| \| 3 \| \| Edas Butvilas / Vilius Gaubas \| 2 \| 63 \| \| \| 4 \| \| Chris Rodesch \| 6 \| 6 \| \| \| 4 \| \| Vilius Gaubas \| 4 \| 4 \| \| \| 5 \| \| Alex Knaff \| No \| \| \| \| 5 \| \| Edas Butvilas \| disputado \| \| \| |                       |                               |           |    |          |                     |
| 1 | Bandera de Luxemburgo | Chris Rodesch                 | 3         | 1  |          |                     |
| 1 | Bandera de Lituania   | Edas Butvilas                 | 6         | 6  |          |                     |
| 2 | Bandera de Luxemburgo | Alex Knaff                    | 6         | 3  | 6        |                     |
| 2 | Bandera de Lituania   | Vilius Gaubas                 | 4         | 6  | 2        |                     |
| 3 | Bandera de Luxemburgo | Alex Knaff / Chris Rodesch    | 6         | 7  |          |                     |
| 3 | Bandera de Lituania   | Edas Butvilas / Vilius Gaubas | 2         | 63 |          |                     |
| 4 | Bandera de Luxemburgo | Chris Rodesch                 | 6         | 6  |          |                     |
| 4 | Bandera de Lituania   | Vilius Gaubas                 | 4         | 4  |          |                     |
| 5 | Bandera de Luxemburgo | Alex Knaff                    | No        |    |          |                     |
| 5 | Bandera de Lituania   | Edas Butvilas                 | disputado |    |          |                     |

| | Bandera de Georgia | Georgia                              | 0         | 4  | Polonia | Bandera de Polonia |
| --- | ------------------ | ------------------------------------ | --------- | -- | ------- | ------------------ |
| New Sport Palace, Tiflis, Georgia 31 de enero y 1 de febrero de 2025 (Dura, bajo techo) |                    |                                      |           |    |         |                    |
| \| 1 \| \| Aleksandre Bakshi \| 3 \| 64 \| \| \| 1 \| \| Kamil Majchrzak \| 6 \| 7 \| \| \| 2 \| \| Saba Purtseladze \| 3 \| 7 \| 4 \| \| 2 \| \| Maks Kaśnikowski \| 6 \| 5 \| 6 \| \| 3 \| \| Aleksandre Bakshi / Saba Purtseladze \| 5 \| 1 \| \| \| 3 \| \| Karol Drzewiecki / Jan Zieliński \| 7 \| 6 \| \| \| 4 \| \| Zura Tkemaladze \| 7 \| 65 \| [8] \| \| 4 \| \| Martyn Pawelski \| 5 \| 7 \| [10] \| \| 5 \| \| Aleksandre Bakshi \| No \| \| \| \| 5 \| \| Maks Kaśnikowski \| disputado \| \| \| |                    |                                      |           |    |         |                    |
| 1 | Bandera de Georgia | Aleksandre Bakshi                    | 3         | 64 |         |                    |
| 1 | Bandera de Polonia | Kamil Majchrzak                      | 6         | 7  |         |                    |
| 2 | Bandera de Georgia | Saba Purtseladze                     | 3         | 7  | 4       |                    |
| 2 | Bandera de Polonia | Maks Kaśnikowski                     | 6         | 5  | 6       |                    |
| 3 | Bandera de Georgia | Aleksandre Bakshi / Saba Purtseladze | 5         | 1  |         |                    |
| 3 | Bandera de Polonia | Karol Drzewiecki / Jan Zieliński     | 7         | 6  |         |                    |
| 4 | Bandera de Georgia | Zura Tkemaladze                      | 7         | 65 | [8]     |                    |
| 4 | Bandera de Polonia | Martyn Pawelski                      | 5         | 7  | [10]    |                    |
| 5 | Bandera de Georgia | Aleksandre Bakshi                    | No        |    |         |                    |
| 5 | Bandera de Polonia | Maks Kaśnikowski                     | disputado |    |         |                    |

### Grupo Mundial II
La clasificación para el nuevo Grupo Mundial II, fue la siguiente:
- 13 equipos ganadores del Play-offs Grupo Mundial II.
- 13 equipos perdedores del Play-offs Grupo Mundial I.

| Equipos participantes | Equipos participantes  | Equipos participantes | Equipos participantes | Equipos participantes | Equipos participantes |
| · Barbados            | · Benín                | · China               | · Chipre              | · Egipto              | · El Salvador         |
| · Estonia             | · Eslovenia            | · Georgia             | · Hong Kong           | · Irlanda             | · Líbano              |
| · Lituania            | · Marruecos            | · México              | · Mónaco              | · Nueva Zelanda       | · Pakistán            |
| · Paraguay            | · República Dominicana | · Rumania             | · Ucrania             | · Uruguay             | · Uzbekistán          |
| · Sudáfrica           | · Togo                 | -                     | -                     | -                     | -                     |
| --------------------- | ---------------------- | --------------------- | --------------------- | --------------------- | --------------------- |

| | Bandera de Ucrania                 | Ucrania |  |  | República Dominicana | Bandera de la República Dominicana |
| --- | ---------------------------------- | ------- |  |  | -------------------- | ---------------------------------- |
| Ucrania 12 al 14 de septiembre de 2025 |                                    |         |  |  |                      |                                    |
| \| 1 \| \| \| \| \| \| \| \| \| \| \| \| 2 \| \| \| \| \| \| \| \| \| \| \| \| 3 \| \| \| \| \| \| \| \| \| \| \| \| 4 \| \| \| \| \| \| \| \| \| \| \| \| 5 \| \| \| \| \| \| \| \| \| \| \| |                                    |         |  |  |                      |                                    |
| 1 | Bandera de Ucrania                 |         |  |  |                      |                                    |
| 1 | Bandera de la República Dominicana |         |  |  |                      |                                    |
| 2 | Bandera de Ucrania                 |         |  |  |                      |                                    |
| 2 | Bandera de la República Dominicana |         |  |  |                      |                                    |
| 3 | Bandera de Ucrania                 |         |  |  |                      |                                    |
| 3 | Bandera de la República Dominicana |         |  |  |                      |                                    |
| 4 | Bandera de Ucrania                 |         |  |  |                      |                                    |
| 4 | Bandera de la República Dominicana |         |  |  |                      |                                    |
| 5 | Bandera de Ucrania                 |         |  |  |                      |                                    |
| 5 | Bandera de la República Dominicana |         |  |  |                      |                                    |

| | Bandera de El Salvador | El Salvador |  |  | Rumania | Bandera de Rumania |
| --- | ---------------------- | ----------- |  |  | ------- | ------------------ |
| El Salvador 12 al 14 de septiembre de 2025 |                        |             |  |  |         |                    |
| \| 1 \| \| \| \| \| \| \| \| \| \| \| \| 2 \| \| \| \| \| \| \| \| \| \| \| \| 3 \| \| \| \| \| \| \| \| \| \| \| \| 4 \| \| \| \| \| \| \| \| \| \| \| \| 5 \| \| \| \| \| \| \| \| \| \| \| |                        |             |  |  |         |                    |
| 1 | Bandera de El Salvador |             |  |  |         |                    |
| 1 | Bandera de Rumania     |             |  |  |         |                    |
| 2 | Bandera de El Salvador |             |  |  |         |                    |
| 2 | Bandera de Rumania     |             |  |  |         |                    |
| 3 | Bandera de El Salvador |             |  |  |         |                    |
| 3 | Bandera de Rumania     |             |  |  |         |                    |
| 4 | Bandera de El Salvador |             |  |  |         |                    |
| 4 | Bandera de Rumania     |             |  |  |         |                    |
| 5 | Bandera de El Salvador |             |  |  |         |                    |
| 5 | Bandera de Rumania     |             |  |  |         |                    |

| | Bandera de Lituania | Lituania |  |  | Benín | Bandera de Benín |
| --- | ------------------- | -------- |  |  | ----- | ---------------- |
| Lituania 12 al 14 de septiembre de 2025 |                     |          |  |  |       |                  |
| \| 1 \| \| \| \| \| \| \| \| \| \| \| \| 2 \| \| \| \| \| \| \| \| \| \| \| \| 3 \| \| \| \| \| \| \| \| \| \| \| \| 4 \| \| \| \| \| \| \| \| \| \| \| \| 5 \| \| \| \| \| \| \| \| \| \| \| |                     |          |  |  |       |                  |
| 1 | Bandera de Lituania |          |  |  |       |                  |
| 1 | Bandera de Benín    |          |  |  |       |                  |
| 2 | Bandera de Lituania |          |  |  |       |                  |
| 2 | Bandera de Benín    |          |  |  |       |                  |
| 3 | Bandera de Lituania |          |  |  |       |                  |
| 3 | Bandera de Benín    |          |  |  |       |                  |
| 4 | Bandera de Lituania |          |  |  |       |                  |
| 4 | Bandera de Benín    |          |  |  |       |                  |
| 5 | Bandera de Lituania |          |  |  |       |                  |
| 5 | Bandera de Benín    |          |  |  |       |                  |

| | Bandera de Togo   | Togo |  |  | Egipto | Bandera de Egipto |
| --- | ----------------- | ---- |  |  | ------ | ----------------- |
| Togo 12 al 14 de septiembre de 2025 |                   |      |  |  |        |                   |
| \| 1 \| \| \| \| \| \| \| \| \| \| \| \| 2 \| \| \| \| \| \| \| \| \| \| \| \| 3 \| \| \| \| \| \| \| \| \| \| \| \| 4 \| \| \| \| \| \| \| \| \| \| \| \| 5 \| \| \| \| \| \| \| \| \| \| \| |                   |      |  |  |        |                   |
| 1 | Bandera de Togo   |      |  |  |        |                   |
| 1 | Bandera de Egipto |      |  |  |        |                   |
| 2 | Bandera de Togo   |      |  |  |        |                   |
| 2 | Bandera de Egipto |      |  |  |        |                   |
| 3 | Bandera de Togo   |      |  |  |        |                   |
| 3 | Bandera de Egipto |      |  |  |        |                   |
| 4 | Bandera de Togo   |      |  |  |        |                   |
| 4 | Bandera de Egipto |      |  |  |        |                   |
| 5 | Bandera de Togo   |      |  |  |        |                   |
| 5 | Bandera de Egipto |      |  |  |        |                   |

| | Bandera de Hong Kong  | Hong Kong |  |  | Uzbekistán | Bandera de Uzbekistán |
| --- | --------------------- | --------- |  |  | ---------- | --------------------- |
| Hong Kong 12 al 14 de septiembre de 2025 |                       |           |  |  |            |                       |
| \| 1 \| \| \| \| \| \| \| \| \| \| \| \| 2 \| \| \| \| \| \| \| \| \| \| \| \| 3 \| \| \| \| \| \| \| \| \| \| \| \| 4 \| \| \| \| \| \| \| \| \| \| \| \| 5 \| \| \| \| \| \| \| \| \| \| \| |                       |           |  |  |            |                       |
| 1 | Bandera de Hong Kong  |           |  |  |            |                       |
| 1 | Bandera de Uzbekistán |           |  |  |            |                       |
| 2 | Bandera de Hong Kong  |           |  |  |            |                       |
| 2 | Bandera de Uzbekistán |           |  |  |            |                       |
| 3 | Bandera de Hong Kong  |           |  |  |            |                       |
| 3 | Bandera de Uzbekistán |           |  |  |            |                       |
| 4 | Bandera de Hong Kong  |           |  |  |            |                       |
| 4 | Bandera de Uzbekistán |           |  |  |            |                       |
| 5 | Bandera de Hong Kong  |           |  |  |            |                       |
| 5 | Bandera de Uzbekistán |           |  |  |            |                       |

| | Bandera de Irlanda                    | Irlanda |  |  | China | Bandera de la República Popular China |
| --- | ------------------------------------- | ------- |  |  | ----- | ------------------------------------- |
| Irlanda 12 al 14 de septiembre de 2025 |                                       |         |  |  |       |                                       |
| \| 1 \| \| \| \| \| \| \| \| \| \| \| \| 2 \| \| \| \| \| \| \| \| \| \| \| \| 3 \| \| \| \| \| \| \| \| \| \| \| \| 4 \| \| \| \| \| \| \| \| \| \| \| \| 5 \| \| \| \| \| \| \| \| \| \| \| |                                       |         |  |  |       |                                       |
| 1 | Bandera de Irlanda                    |         |  |  |       |                                       |
| 1 | Bandera de la República Popular China |         |  |  |       |                                       |
| 2 | Bandera de Irlanda                    |         |  |  |       |                                       |
| 2 | Bandera de la República Popular China |         |  |  |       |                                       |
| 3 | Bandera de Irlanda                    |         |  |  |       |                                       |
| 3 | Bandera de la República Popular China |         |  |  |       |                                       |
| 4 | Bandera de Irlanda                    |         |  |  |       |                                       |
| 4 | Bandera de la República Popular China |         |  |  |       |                                       |
| 5 | Bandera de Irlanda                    |         |  |  |       |                                       |
| 5 | Bandera de la República Popular China |         |  |  |       |                                       |

| | Bandera de Chipre | Chipre |  |  | Mónaco | Bandera de Mónaco |
| --- | ----------------- | ------ |  |  | ------ | ----------------- |
| Chipre 12 al 14 de septiembre de 2025 |                   |        |  |  |        |                   |
| \| 1 \| \| \| \| \| \| \| \| \| \| \| \| 2 \| \| \| \| \| \| \| \| \| \| \| \| 3 \| \| \| \| \| \| \| \| \| \| \| \| 4 \| \| \| \| \| \| \| \| \| \| \| \| 5 \| \| \| \| \| \| \| \| \| \| \| |                   |        |  |  |        |                   |
| 1 | Bandera de Chipre |        |  |  |        |                   |
| 1 | Bandera de Mónaco |        |  |  |        |                   |
| 2 | Bandera de Chipre |        |  |  |        |                   |
| 2 | Bandera de Mónaco |        |  |  |        |                   |
| 3 | Bandera de Chipre |        |  |  |        |                   |
| 3 | Bandera de Mónaco |        |  |  |        |                   |
| 4 | Bandera de Chipre |        |  |  |        |                   |
| 4 | Bandera de Mónaco |        |  |  |        |                   |
| 5 | Bandera de Chipre |        |  |  |        |                   |
| 5 | Bandera de Mónaco |        |  |  |        |                   |

| | Bandera de Nueva Zelanda | Nueva Zelanda |  |  | Georgia | Bandera de Georgia |
| --- | ------------------------ | ------------- |  |  | ------- | ------------------ |
| Nueva Zelanda 12 al 14 de septiembre de 2025 |                          |               |  |  |         |                    |
| \| 1 \| \| \| \| \| \| \| \| \| \| \| \| 2 \| \| \| \| \| \| \| \| \| \| \| \| 3 \| \| \| \| \| \| \| \| \| \| \| \| 4 \| \| \| \| \| \| \| \| \| \| \| \| 5 \| \| \| \| \| \| \| \| \| \| \| |                          |               |  |  |         |                    |
| 1 | Bandera de Nueva Zelanda |               |  |  |         |                    |
| 1 | Bandera de Georgia       |               |  |  |         |                    |
| 2 | Bandera de Nueva Zelanda |               |  |  |         |                    |
| 2 | Bandera de Georgia       |               |  |  |         |                    |
| 3 | Bandera de Nueva Zelanda |               |  |  |         |                    |
| 3 | Bandera de Georgia       |               |  |  |         |                    |
| 4 | Bandera de Nueva Zelanda |               |  |  |         |                    |
| 4 | Bandera de Georgia       |               |  |  |         |                    |
| 5 | Bandera de Nueva Zelanda |               |  |  |         |                    |
| 5 | Bandera de Georgia       |               |  |  |         |                    |

| | Bandera de Eslovenia | Eslovenia |  |  | Uruguay | Bandera de Uruguay |
| --- | -------------------- | --------- |  |  | ------- | ------------------ |
| Eslovenia 12 al 14 de septiembre de 2025 |                      |           |  |  |         |                    |
| \| 1 \| \| \| \| \| \| \| \| \| \| \| \| 2 \| \| \| \| \| \| \| \| \| \| \| \| 3 \| \| \| \| \| \| \| \| \| \| \| \| 4 \| \| \| \| \| \| \| \| \| \| \| \| 5 \| \| \| \| \| \| \| \| \| \| \| |                      |           |  |  |         |                    |
| 1 | Bandera de Eslovenia |           |  |  |         |                    |
| 1 | Bandera de Uruguay   |           |  |  |         |                    |
| 2 | Bandera de Eslovenia |           |  |  |         |                    |
| 2 | Bandera de Uruguay   |           |  |  |         |                    |
| 3 | Bandera de Eslovenia |           |  |  |         |                    |
| 3 | Bandera de Uruguay   |           |  |  |         |                    |
| 4 | Bandera de Eslovenia |           |  |  |         |                    |
| 4 | Bandera de Uruguay   |           |  |  |         |                    |
| 5 | Bandera de Eslovenia |           |  |  |         |                    |
| 5 | Bandera de Uruguay   |           |  |  |         |                    |

| | Bandera de Sudáfrica | Sudáfrica |  |  | Marruecos | Bandera de Marruecos |
| --- | -------------------- | --------- |  |  | --------- | -------------------- |
| Sudáfrica 12 al 14 de septiembre de 2025 |                      |           |  |  |           |                      |
| \| 1 \| \| \| \| \| \| \| \| \| \| \| \| 2 \| \| \| \| \| \| \| \| \| \| \| \| 3 \| \| \| \| \| \| \| \| \| \| \| \| 4 \| \| \| \| \| \| \| \| \| \| \| \| 5 \| \| \| \| \| \| \| \| \| \| \| |                      |           |  |  |           |                      |
| 1 | Bandera de Sudáfrica |           |  |  |           |                      |
| 1 | Bandera de Marruecos |           |  |  |           |                      |
| 2 | Bandera de Sudáfrica |           |  |  |           |                      |
| 2 | Bandera de Marruecos |           |  |  |           |                      |
| 3 | Bandera de Sudáfrica |           |  |  |           |                      |
| 3 | Bandera de Marruecos |           |  |  |           |                      |
| 4 | Bandera de Sudáfrica |           |  |  |           |                      |
| 4 | Bandera de Marruecos |           |  |  |           |                      |
| 5 | Bandera de Sudáfrica |           |  |  |           |                      |
| 5 | Bandera de Marruecos |           |  |  |           |                      |

| | Bandera de Líbano   | Líbano |  |  | Barbados | Bandera de Barbados |
| --- | ------------------- | ------ |  |  | -------- | ------------------- |
| Líbano 12 al 14 de septiembre de 2025 |                     |        |  |  |          |                     |
| \| 1 \| \| \| \| \| \| \| \| \| \| \| \| 2 \| \| \| \| \| \| \| \| \| \| \| \| 3 \| \| \| \| \| \| \| \| \| \| \| \| 4 \| \| \| \| \| \| \| \| \| \| \| \| 5 \| \| \| \| \| \| \| \| \| \| \| |                     |        |  |  |          |                     |
| 1 | Bandera de Líbano   |        |  |  |          |                     |
| 1 | Bandera de Barbados |        |  |  |          |                     |
| 2 | Bandera de Líbano   |        |  |  |          |                     |
| 2 | Bandera de Barbados |        |  |  |          |                     |
| 3 | Bandera de Líbano   |        |  |  |          |                     |
| 3 | Bandera de Barbados |        |  |  |          |                     |
| 4 | Bandera de Líbano   |        |  |  |          |                     |
| 4 | Bandera de Barbados |        |  |  |          |                     |
| 5 | Bandera de Líbano   |        |  |  |          |                     |
| 5 | Bandera de Barbados |        |  |  |          |                     |

| | Bandera de Paraguay | Paraguay |  |  | Pakistán | Bandera de Pakistán |
| --- | ------------------- | -------- |  |  | -------- | ------------------- |
| Paraguay 12 al 14 de septiembre de 2025 |                     |          |  |  |          |                     |
| \| 1 \| \| \| \| \| \| \| \| \| \| \| \| 2 \| \| \| \| \| \| \| \| \| \| \| \| 3 \| \| \| \| \| \| \| \| \| \| \| \| 4 \| \| \| \| \| \| \| \| \| \| \| \| 5 \| \| \| \| \| \| \| \| \| \| \| |                     |          |  |  |          |                     |
| 1 | Bandera de Paraguay |          |  |  |          |                     |
| 1 | Bandera de Pakistán |          |  |  |          |                     |
| 2 | Bandera de Paraguay |          |  |  |          |                     |
| 2 | Bandera de Pakistán |          |  |  |          |                     |
| 3 | Bandera de Paraguay |          |  |  |          |                     |
| 3 | Bandera de Pakistán |          |  |  |          |                     |
| 4 | Bandera de Paraguay |          |  |  |          |                     |
| 4 | Bandera de Pakistán |          |  |  |          |                     |
| 5 | Bandera de Paraguay |          |  |  |          |                     |
| 5 | Bandera de Pakistán |          |  |  |          |                     |

| | Bandera de Estonia | Estonia |  |  | México | Bandera de México |
| --- | ------------------ | ------- |  |  | ------ | ----------------- |
| Estonia 12 al 14 de septiembre de 2025 |                    |         |  |  |        |                   |
| \| 1 \| \| \| \| \| \| \| \| \| \| \| \| 2 \| \| \| \| \| \| \| \| \| \| \| \| 3 \| \| \| \| \| \| \| \| \| \| \| \| 4 \| \| \| \| \| \| \| \| \| \| \| \| 5 \| \| \| \| \| \| \| \| \| \| \| |                    |         |  |  |        |                   |
| 1 | Bandera de Estonia |         |  |  |        |                   |
| 1 | Bandera de México  |         |  |  |        |                   |
| 2 | Bandera de Estonia |         |  |  |        |                   |
| 2 | Bandera de México  |         |  |  |        |                   |
| 3 | Bandera de Estonia |         |  |  |        |                   |
| 3 | Bandera de México  |         |  |  |        |                   |
| 4 | Bandera de Estonia |         |  |  |        |                   |
| 4 | Bandera de México  |         |  |  |        |                   |
| 5 | Bandera de Estonia |         |  |  |        |                   |
| 5 | Bandera de México  |         |  |  |        |                   |

### Play-offs Grupo Mundial II
La clasificación para los Play-offs del nuevo Grupo Mundial II, fue la siguiente:
Estos veinticuatro equipos son:
- 10 equipos perdedores del Grupo Mundial II.
- 12 equipos de su zona del Grupo III:
  - 3 de Europa.
  - 3 de Asia/Oceanía.
  - 3 de América.
  - 3 de África.
- 4 equipos que fueron ascendidos con mayor clasificación en sus respectivas zonas del Grupo III.

| Zona Americana         | Zona Americana         | Zona Americana         | Zona Americana         | Zona Americana         | Zona Americana         |
| · Bolivia              | · El Salvador          | · Jamaica              | · Paraguay             | · República Dominicana | · Venezuela            |
| Zona Asiática/Oceánica | Zona Asiática/Oceánica | Zona Asiática/Oceánica | Zona Asiática/Oceánica | Zona Asiática/Oceánica | Zona Asiática/Oceánica |
| · Arabia Saudita       | · China                | · Hong Kong            | · Indonesia            | · Nueva Zelanda        | · Siria                |
| · Tailandia            | -                      | -                      | -                      | -                      | -                      |
| Zona Europea/Africana  | Zona Europea/Africana  | Zona Europea/Africana  | Zona Europea/Africana  | Zona Europea/Africana  | Zona Europea/Africana  |
| · Benín                | · Chipre               | · Eslovenia            | · Estonia              | · Irlanda              | · Letonia              |
| · Marruecos            | · Moldavia             | · Montenegro           | · Namibia              | · Nigeria              | · Sudáfrica            |
| · Zimbabue             | -                      | -                      | -                      | -                      | -                      |
| ---------------------- | ---------------------- | ---------------------- | ---------------------- | ---------------------- | ---------------------- |

| | Bandera de Benín   | Benín                                   | 3 | 2 | Letonia | Bandera de Letonia |
| --- | ------------------ | --------------------------------------- | - | - | ------- | ------------------ |
| Sofitel Marina Hotel, Cotonú, Benín 1 y 2 de febrero de 2025 (Dura) |                    |                                         |   |   |         |                    |
| \| 1 \| \| Alexis Klegou \| 5 \| 6 \| 3 \| \| 1 \| \| Robert Strombachs \| 7 \| 4 \| 6 \| \| 2 \| \| Patrick Agbo-Panzo \| 6 \| 6 \| \| \| 2 \| \| Daniels Tens \| 3 \| 2 \| \| \| 3 \| \| Prince Gandonou / Alexis Klegou \| 6 \| 6 \| \| \| 3 \| \| Aleksandrs Sotikovs / Robert Strombachs \| 3 \| 3 \| \| \| 4 \| \| Patrick Agbo-Panzo \| 1 \| 1 \| \| \| 4 \| \| Robert Strombachs \| 6 \| 6 \| \| \| 5 \| \| Sylvestre Monnou \| 6 \| 6 \| \| \| 5 \| \| Daniels Tens \| 3 \| 3 \| \| |                    |                                         |   |   |         |                    |
| 1 | Bandera de Benín   | Alexis Klegou                           | 5 | 6 | 3       |                    |
| 1 | Bandera de Letonia | Robert Strombachs                       | 7 | 4 | 6       |                    |
| 2 | Bandera de Benín   | Patrick Agbo-Panzo                      | 6 | 6 |         |                    |
| 2 | Bandera de Letonia | Daniels Tens                            | 3 | 2 |         |                    |
| 3 | Bandera de Benín   | Prince Gandonou / Alexis Klegou         | 6 | 6 |         |                    |
| 3 | Bandera de Letonia | Aleksandrs Sotikovs / Robert Strombachs | 3 | 3 |         |                    |
| 4 | Bandera de Benín   | Patrick Agbo-Panzo                      | 1 | 1 |         |                    |
| 4 | Bandera de Letonia | Robert Strombachs                       | 6 | 6 |         |                    |
| 5 | Bandera de Benín   | Sylvestre Monnou                        | 6 | 6 |         |                    |
| 5 | Bandera de Letonia | Daniels Tens                            | 3 | 3 |         |                    |

| | Bandera de Jamaica       | Jamaica                   | 2 | 3 | Nueva Zelanda | Bandera de Nueva Zelanda |
| --- | ------------------------ | ------------------------- | - | - | ------------- | ------------------------ |
| Eric Bell National Tennis Centre, Kingston, Jamaica 1 y 2 de febrero de 2025 (Dura) |                          |                           |   |   |               |                          |
| \| 1 \| \| Blaise Bicknell \| 6 \| 2 \| 1 \| \| 1 \| \| Jack Loutit \| 3 \| 6 \| 6 \| \| 2 \| \| Rowland Phillips \| 6 \| 3 \| 6 \| \| 2 \| \| Kiranpal Pannu \| 3 \| 6 \| 3 \| \| 3 \| \| John Chin / Nicholas Gore \| 1 \| 2 \| \| \| 3 \| \| Ajeet Rai / Finn Reynolds \| 6 \| 6 \| \| \| 4 \| \| Blaise Bicknell \| 6 \| 6 \| \| \| 4 \| \| Ajeet Rai \| 3 \| 4 \| \| \| 5 \| \| Rowland Phillips \| 6 \| 3 \| 3 \| \| 5 \| \| Jack Loutit \| 3 \| 6 \| 6 \| |                          |                           |   |   |               |                          |
| 1 | Bandera de Jamaica       | Blaise Bicknell           | 6 | 2 | 1             |                          |
| 1 | Bandera de Nueva Zelanda | Jack Loutit               | 3 | 6 | 6             |                          |
| 2 | Bandera de Jamaica       | Rowland Phillips          | 6 | 3 | 6             |                          |
| 2 | Bandera de Nueva Zelanda | Kiranpal Pannu            | 3 | 6 | 3             |                          |
| 3 | Bandera de Jamaica       | John Chin / Nicholas Gore | 1 | 2 |               |                          |
| 3 | Bandera de Nueva Zelanda | Ajeet Rai / Finn Reynolds | 6 | 6 |               |                          |
| 4 | Bandera de Jamaica       | Blaise Bicknell           | 6 | 6 |               |                          |
| 4 | Bandera de Nueva Zelanda | Ajeet Rai                 | 3 | 4 |               |                          |
| 5 | Bandera de Jamaica       | Rowland Phillips          | 6 | 3 | 3             |                          |
| 5 | Bandera de Nueva Zelanda | Jack Loutit               | 3 | 6 | 6             |                          |

| | Bandera de Arabia Saudita | Arabia Saudita                   | 0 | 5  | Irlanda | Bandera de Irlanda |
| --- | ------------------------- | -------------------------------- | - | -- | ------- | ------------------ |
| Net Tennis Academy, Riad, Arabia Saudita 31 de enero y 1 de febrero de 2025 (Dura) |                           |                                  |   |    |         |                    |
| \| 1 \| \| Saud Alhogbani \| 4 \| 0 \| \| \| 1 \| \| Michael Agwi \| 6 \| 6 \| \| \| 2 \| \| Ammar Alhogbani \| 4 \| 4 \| \| \| 2 \| \| Osgar O'Hoisin \| 6 \| 6 \| \| \| 3 \| \| Ammar Alhogbani / Saud Alhogbani \| 3 \| 78 \| 3 \| \| 3 \| \| David O'Hare / Osgar O'Hoisin \| 6 \| 66 \| 6 \| \| 4 \| \| Abdulmajeed Bukhari \| 1 \| 4 \| \| \| 4 \| \| Ammar Elamin \| 6 \| 6 \| \| \| 5 \| \| Abdulmalek Bursais \| 0 \| 2 \| \| \| 5 \| \| Freddy Murray \| 6 \| 6 \| \| |                           |                                  |   |    |         |                    |
| 1 | Bandera de Arabia Saudita | Saud Alhogbani                   | 4 | 0  |         |                    |
| 1 | Bandera de Irlanda        | Michael Agwi                     | 6 | 6  |         |                    |
| 2 | Bandera de Arabia Saudita | Ammar Alhogbani                  | 4 | 4  |         |                    |
| 2 | Bandera de Irlanda        | Osgar O'Hoisin                   | 6 | 6  |         |                    |
| 3 | Bandera de Arabia Saudita | Ammar Alhogbani / Saud Alhogbani | 3 | 78 | 3       |                    |
| 3 | Bandera de Irlanda        | David O'Hare / Osgar O'Hoisin    | 6 | 66 | 6       |                    |
| 4 | Bandera de Arabia Saudita | Abdulmajeed Bukhari              | 1 | 4  |         |                    |
| 4 | Bandera de Irlanda        | Ammar Elamin                     | 6 | 6  |         |                    |
| 5 | Bandera de Arabia Saudita | Abdulmalek Bursais               | 0 | 2  |         |                    |
| 5 | Bandera de Irlanda        | Freddy Murray                    | 6 | 6  |         |                    |

| | Bandera de Zimbabue  | Zimbabue                                    | 0         | 4 | Marruecos | Bandera de Marruecos |
| --- | -------------------- | ------------------------------------------- | --------- | - | --------- | -------------------- |
| Harare Sports Club, Harare, Zimbabue 31 de enero y 1 de febrero de 2025 (Dura) |                      |                                             |           |   |           |                      |
| \| 1 \| \| Courtney Lock \| 2 \| 4 \| \| \| 1 \| \| Taha Baadi \| 6 \| 6 \| \| \| 2 \| \| Ethan Denzel Sibanda \| 2 \| 3 \| \| \| 2 \| \| Elliot Benchetrit \| 6 \| 6 \| \| \| 3 \| \| Courtney Lock / Ronan Mtisi \| 1 \| 1 \| \| \| 3 \| \| Elliot Benchetrit / Younes Lalami Laaroussi \| 6 \| 6 \| \| \| 4 \| \| Ronan Mtisi \| 4 \| 3 \| \| \| 4 \| \| Reda Bennani \| 6 \| 6 \| \| \| 5 \| \| Ethan Denzel Sibanda \| No \| \| \| \| 5 \| \| Taha Baadi \| disputado \| \| \| |                      |                                             |           |   |           |                      |
| 1 | Bandera de Zimbabue  | Courtney Lock                               | 2         | 4 |           |                      |
| 1 | Bandera de Marruecos | Taha Baadi                                  | 6         | 6 |           |                      |
| 2 | Bandera de Zimbabue  | Ethan Denzel Sibanda                        | 2         | 3 |           |                      |
| 2 | Bandera de Marruecos | Elliot Benchetrit                           | 6         | 6 |           |                      |
| 3 | Bandera de Zimbabue  | Courtney Lock / Ronan Mtisi                 | 1         | 1 |           |                      |
| 3 | Bandera de Marruecos | Elliot Benchetrit / Younes Lalami Laaroussi | 6         | 6 |           |                      |
| 4 | Bandera de Zimbabue  | Ronan Mtisi                                 | 4         | 3 |           |                      |
| 4 | Bandera de Marruecos | Reda Bennani                                | 6         | 6 |           |                      |
| 5 | Bandera de Zimbabue  | Ethan Denzel Sibanda                        | No        |   |           |                      |
| 5 | Bandera de Marruecos | Taha Baadi                                  | disputado |   |           |                      |

| | Bandera de Sudáfrica | Sudáfrica                      | 3         | 1 | Nigeria | Bandera de Nigeria |
| --- | -------------------- | ------------------------------ | --------- | - | ------- | ------------------ |
| Groenkloof Tennis Club, Pretoria, Sudáfrica 1 y 2 de febrero de 2025 (Dura) |                      |                                |           |   |         |                    |
| \| 1 \| \| Philip Henning \| 6 \| 6 \| \| \| 1 \| \| David Ekpenyong \| 1 \| 1 \| \| \| 2 \| \| Kris Van Wyk \| 6 \| 3 \| 63 \| \| 2 \| \| Christopher Bulus \| 3 \| 6 \| 7 \| \| 3 \| \| Alec Beckley / Philip Henning \| 6 \| 6 \| \| \| 3 \| \| Canice Abua / Michael Emmanuel \| 0 \| 3 \| \| \| 4 \| \| Philip Henning \| 64 \| 6 \| 6 \| \| 4 \| \| Christopher Bulus \| 7 \| 4 \| 4 \| \| 5 \| \| Kris Van Wyk \| No \| \| \| \| 5 \| \| David Ekpenyong \| disputado \| \| \| |                      |                                |           |   |         |                    |
| 1 | Bandera de Sudáfrica | Philip Henning                 | 6         | 6 |         |                    |
| 1 | Bandera de Nigeria   | David Ekpenyong                | 1         | 1 |         |                    |
| 2 | Bandera de Sudáfrica | Kris Van Wyk                   | 6         | 3 | 63      |                    |
| 2 | Bandera de Nigeria   | Christopher Bulus              | 3         | 6 | 7       |                    |
| 3 | Bandera de Sudáfrica | Alec Beckley / Philip Henning  | 6         | 6 |         |                    |
| 3 | Bandera de Nigeria   | Canice Abua / Michael Emmanuel | 0         | 3 |         |                    |
| 4 | Bandera de Sudáfrica | Philip Henning                 | 64        | 6 | 6       |                    |
| 4 | Bandera de Nigeria   | Christopher Bulus              | 7         | 4 | 4       |                    |
| 5 | Bandera de Sudáfrica | Kris Van Wyk                   | No        |   |         |                    |
| 5 | Bandera de Nigeria   | David Ekpenyong                | disputado |   |         |                    |

| | Bandera de El Salvador | El Salvador                   | 3 | 2 | Moldavia | Bandera de Moldavia |
| --- | ---------------------- | ----------------------------- | - | - | -------- | ------------------- |
| Cancha Estadio Rafael Arévalo, Santa Tecla, El Salvador 1 y 2 de febrero de 2025 (Dura) |                        |                               |   |   |          |                     |
| \| 1 \| \| Marcelo Arévalo \| 6 \| 1 \| 4 \| \| 1 \| \| Ilya Snitari \| 1 \| 6 \| 6 \| \| 2 \| \| Cesar Cruz \| 6 \| 6 \| \| \| 2 \| \| Andrei Gorban \| 4 \| 1 \| \| \| 3 \| \| Marcelo Arévalo / Cesar Cruz \| 6 \| 6 \| \| \| 3 \| \| Ilie Babinciuc / Ilya Snitari \| 0 \| 2 \| \| \| 4 \| \| Cesar Cruz \| 1 \| 4 \| \| \| 4 \| \| Ilya Snitari \| 6 \| 6 \| \| \| 5 \| \| Marcelo Arévalo \| 6 \| 6 \| \| \| 5 \| \| Ilie Cazac \| 1 \| 0 \| \| |                        |                               |   |   |          |                     |
| 1 | Bandera de El Salvador | Marcelo Arévalo               | 6 | 1 | 4        |                     |
| 1 | Bandera de Moldavia    | Ilya Snitari                  | 1 | 6 | 6        |                     |
| 2 | Bandera de El Salvador | Cesar Cruz                    | 6 | 6 |          |                     |
| 2 | Bandera de Moldavia    | Andrei Gorban                 | 4 | 1 |          |                     |
| 3 | Bandera de El Salvador | Marcelo Arévalo / Cesar Cruz  | 6 | 6 |          |                     |
| 3 | Bandera de Moldavia    | Ilie Babinciuc / Ilya Snitari | 0 | 2 |          |                     |
| 4 | Bandera de El Salvador | Cesar Cruz                    | 1 | 4 |          |                     |
| 4 | Bandera de Moldavia    | Ilya Snitari                  | 6 | 6 |          |                     |
| 5 | Bandera de El Salvador | Marcelo Arévalo               | 6 | 6 |          |                     |
| 5 | Bandera de Moldavia    | Ilie Cazac                    | 1 | 0 |          |                     |

| | Bandera de Namibia   | Namibia                             | 2  | 3   | Hong Kong | Bandera de Hong Kong |
| --- | -------------------- | ----------------------------------- | -- | --- | --------- | -------------------- |
| Central Tennis Club, Windhoek, Namibia 1 y 2 de febrero de 2025 (Dura) |                      |                                     |    |     |           |                      |
| \| 1 \| \| Connor van Schalkwyk \| 4 \| 6 \| 6 \| \| 1 \| \| Chun Hun Wong \| 6 \| 4 \| 1 \| \| 2 \| \| Codie van Schalkwyk \| 5 \| 5 \| \| \| 2 \| \| Coleman Wong \| 7 \| 7 \| \| \| 3 \| \| Jean Erasmus / Connor van Schalkwyk \| 66 \| 5 \| \| \| 3 \| \| Chun Hun Wong / Coleman Wong \| 78 \| 7 \| \| \| 4 \| \| Connor van Schalkwyk \| 62 \| 68 \| \| \| 4 \| \| Coleman Wong \| 7 \| 710 \| \| \| 5 \| \| Codie van Schalkwyk \| 7 \| 6 \| \| \| 5 \| \| Tsz Fu Wong \| 62 \| 4 \| \| |                      |                                     |    |     |           |                      |
| 1 | Bandera de Namibia   | Connor van Schalkwyk                | 4  | 6   | 6         |                      |
| 1 | Bandera de Hong Kong | Chun Hun Wong                       | 6  | 4   | 1         |                      |
| 2 | Bandera de Namibia   | Codie van Schalkwyk                 | 5  | 5   |           |                      |
| 2 | Bandera de Hong Kong | Coleman Wong                        | 7  | 7   |           |                      |
| 3 | Bandera de Namibia   | Jean Erasmus / Connor van Schalkwyk | 66 | 5   |           |                      |
| 3 | Bandera de Hong Kong | Chun Hun Wong / Coleman Wong        | 78 | 7   |           |                      |
| 4 | Bandera de Namibia   | Connor van Schalkwyk                | 62 | 68  |           |                      |
| 4 | Bandera de Hong Kong | Coleman Wong                        | 7  | 710 |           |                      |
| 5 | Bandera de Namibia   | Codie van Schalkwyk                 | 7  | 6   |           |                      |
| 5 | Bandera de Hong Kong | Tsz Fu Wong                         | 62 | 4   |           |                      |

| | Bandera de Estonia   | Estonia                      | 4         | 0  | Venezuela | Bandera de Venezuela |
| --- | -------------------- | ---------------------------- | --------- | -- | --------- | -------------------- |
| Forus Tennis Centre Tondi, Tallin, Estonia 31 de enero y 1 de febrero de 2025 (Dura, bajo techo) |                      |                              |           |    |           |                      |
| \| 1 \| \| Oliver Ojakaar \| 66 \| 6 \| 6 \| \| 1 \| \| Ignacio Parisca \| 78 \| 4 \| 4 \| \| 2 \| \| Mark Lajal \| 6 \| 6 \| \| \| 2 \| \| Ricardo Rodríguez-Pace \| 1 \| 0 \| \| \| 3 \| \| Mark Lajal / Johannes Seeman \| 7 \| 78 \| \| \| 3 \| \| Juan Bianchi / Brandon Pérez \| 5 \| 66 \| \| \| 4 \| \| Markus Molder \| 6 \| 6 \| \| \| 4 \| \| Ignacio Parisca \| 3 \| 2 \| \| \| 5 \| \| Oliver Ojakaar \| No \| \| \| \| 5 \| \| Ricardo Rodríguez-Pace \| disputado \| \| \| |                      |                              |           |    |           |                      |
| 1 | Bandera de Estonia   | Oliver Ojakaar               | 66        | 6  | 6         |                      |
| 1 | Bandera de Venezuela | Ignacio Parisca              | 78        | 4  | 4         |                      |
| 2 | Bandera de Estonia   | Mark Lajal                   | 6         | 6  |           |                      |
| 2 | Bandera de Venezuela | Ricardo Rodríguez-Pace       | 1         | 0  |           |                      |
| 3 | Bandera de Estonia   | Mark Lajal / Johannes Seeman | 7         | 78 |           |                      |
| 3 | Bandera de Venezuela | Juan Bianchi / Brandon Pérez | 5         | 66 |           |                      |
| 4 | Bandera de Estonia   | Markus Molder                | 6         | 6  |           |                      |
| 4 | Bandera de Venezuela | Ignacio Parisca              | 3         | 2  |           |                      |
| 5 | Bandera de Estonia   | Oliver Ojakaar               | No        |    |           |                      |
| 5 | Bandera de Venezuela | Ricardo Rodríguez-Pace       | disputado |    |           |                      |

| | Bandera de la República Dominicana | República Dominicana                   | 3         | 1  | Bolivia | Bandera de Bolivia |
| --- | ---------------------------------- | -------------------------------------- | --------- | -- | ------- | ------------------ |
| Centro Nacional De Tenis Parque Del Este, Santo Domingo, República Dominicana 1 y 2 de febrero de 2025 (Dura) |                                    |                                        |           |    |         |                    |
| \| 1 \| \| Peter Bertran \| 2 \| 7 \| 6 \| \| 1 \| \| Federico Zeballos \| 6 \| 63 \| 4 \| \| 2 \| \| Roberto Cid Subervi \| 6 \| 6 \| \| \| 2 \| \| Raúl García \| 3 \| 3 \| \| \| 3 \| \| Peter Bertran / Alejandro José Gandini \| 4 \| 4 \| \| \| 3 \| \| Boris Arias / Federico Zeballos \| 6 \| 6 \| \| \| 4 \| \| Roberto Cid Subervi \| 7 \| 6 \| \| \| 4 \| \| Federico Zeballos \| 62 \| 3 \| \| \| 5 \| \| Peter Bertran \| No \| \| \| \| 5 \| \| Raúl García \| disputado \| \| \| |                                    |                                        |           |    |         |                    |
| 1 | Bandera de la República Dominicana | Peter Bertran                          | 2         | 7  | 6       |                    |
| 1 | Bandera de Bolivia                 | Federico Zeballos                      | 6         | 63 | 4       |                    |
| 2 | Bandera de la República Dominicana | Roberto Cid Subervi                    | 6         | 6  |         |                    |
| 2 | Bandera de Bolivia                 | Raúl García                            | 3         | 3  |         |                    |
| 3 | Bandera de la República Dominicana | Peter Bertran / Alejandro José Gandini | 4         | 4  |         |                    |
| 3 | Bandera de Bolivia                 | Boris Arias / Federico Zeballos        | 6         | 6  |         |                    |
| 4 | Bandera de la República Dominicana | Roberto Cid Subervi                    | 7         | 6  |         |                    |
| 4 | Bandera de Bolivia                 | Federico Zeballos                      | 62        | 3  |         |                    |
| 5 | Bandera de la República Dominicana | Peter Bertran                          | No        |    |         |                    |
| 5 | Bandera de Bolivia                 | Raúl García                            | disputado |    |         |                    |

| | Bandera de Eslovenia | Eslovenia                               | 4         | 0 | Indonesia | Bandera de Indonesia |
| --- | -------------------- | --------------------------------------- | --------- | - | --------- | -------------------- |
| Bela dvorana Velenje, Velenje, Eslovenia 1 y 2 de febrero de 2025 (Tierra batida, bajo techo) |                      |                                         |           |   |           |                      |
| \| 1 \| \| Filip Jeff Planinsek \| 6 \| 6 \| \| \| 1 \| \| Fitriadi M. Rifqi \| 1 \| 3 \| \| \| 2 \| \| Bor Artnak \| 6 \| 6 \| \| \| 2 \| \| Gunawan Trismuwantara \| 2 \| 1 \| \| \| 3 \| \| Sebastian Dominko / Jan Kupcic \| 6 \| 6 \| \| \| 3 \| \| Fitriadi M. Rifqi / Christopher Rungkat \| 1 \| 4 \| \| \| 4 \| \| Bor Artnak \| \| \| \| \| 4 \| Lucky Candra Kurniawan \| \| \| \| \| \| 5 \| \| Filip Jeff Planinsek \| No \| \| \| \| 5 \| \| Gunawan Trismuwantara \| disputado \| \| \| |                      |                                         |           |   |           |                      |
| 1 | Bandera de Eslovenia | Filip Jeff Planinsek                    | 6         | 6 |           |                      |
| 1 | Bandera de Indonesia | Fitriadi M. Rifqi                       | 1         | 3 |           |                      |
| 2 | Bandera de Eslovenia | Bor Artnak                              | 6         | 6 |           |                      |
| 2 | Bandera de Indonesia | Gunawan Trismuwantara                   | 2         | 1 |           |                      |
| 3 | Bandera de Eslovenia | Sebastian Dominko / Jan Kupcic          | 6         | 6 |           |                      |
| 3 | Bandera de Indonesia | Fitriadi M. Rifqi / Christopher Rungkat | 1         | 4 |           |                      |
| 4 | Bandera de Eslovenia | Bor Artnak                              |           |   |           |                      |
| 4 | Bandera de Indonesia | Lucky Candra Kurniawan                  |           |   |           |                      |
| 5 | Bandera de Eslovenia | Filip Jeff Planinsek                    | No        |   |           |                      |
| 5 | Bandera de Indonesia | Gunawan Trismuwantara                   | disputado |   |           |                      |

| | Bandera de la República Popular China | China                               | 4         | 0  | Montenegro | Bandera de Montenegro |
| --- | ------------------------------------- | ----------------------------------- | --------- | -- | ---------- | --------------------- |
| Hengqin International Tennis Center, Zhuhai, China 31 de enero y 1 de febrero de 2025 (Dura) |                                       |                                     |           |    |            |                       |
| \| 1 \| \| Jie Cui \| 6 \| 7 \| \| \| 1 \| \| Petar Jovanovic \| 4 \| 64 \| \| \| 2 \| \| Zhizhen Zhang \| 6 \| 6 \| \| \| 2 \| \| Aleksa Krivokapic \| 4 \| 4 \| \| \| 3 \| \| Fajing Sun / Rigele Te \| 6 \| 7 \| \| \| 3 \| \| Petar Jovanovic / Aleksa Krivokapic \| 4 \| 61 \| \| \| 4 \| \| Fajing Sun \| 6 \| 7 \| \| \| 4 \| \| Petar Jovanovic \| 3 \| 5 \| \| \| 5 \| \| Jie Cui \| No \| \| \| \| 5 \| \| Aleksa Krivokapic \| disputado \| \| \| |                                       |                                     |           |    |            |                       |
| 1 | Bandera de la República Popular China | Jie Cui                             | 6         | 7  |            |                       |
| 1 | Bandera de Montenegro                 | Petar Jovanovic                     | 4         | 64 |            |                       |
| 2 | Bandera de la República Popular China | Zhizhen Zhang                       | 6         | 6  |            |                       |
| 2 | Bandera de Montenegro                 | Aleksa Krivokapic                   | 4         | 4  |            |                       |
| 3 | Bandera de la República Popular China | Fajing Sun / Rigele Te              | 6         | 7  |            |                       |
| 3 | Bandera de Montenegro                 | Petar Jovanovic / Aleksa Krivokapic | 4         | 61 |            |                       |
| 4 | Bandera de la República Popular China | Fajing Sun                          | 6         | 7  |            |                       |
| 4 | Bandera de Montenegro                 | Petar Jovanovic                     | 3         | 5  |            |                       |
| 5 | Bandera de la República Popular China | Jie Cui                             | No        |    |            |                       |
| 5 | Bandera de Montenegro                 | Aleksa Krivokapic                   | disputado |    |            |                       |

| | Bandera de Paraguay | Paraguay | w/o | - | Siria | Bandera de Siria |
| --- | ------------------- | -------- | --- | - | ----- | ---------------- |
| Club Internacional de Tenis, Asunción, Paraguay 31 de enero y 1 de febrero de 2025 (Tierra batida)                                                                                            |                     |          |     |   |       |                  |
| \| 1 \| \| \| \| \| \| \| \| \| \| \| \| 2 \| \| \| \| \| \| \| \| \| \| \| \| 3 \| \| \| \| \| \| \| \| \| \| \| \| 4 \| \| \| \| \| \| \| \| \| \| \| \| 5 \| \| \| \| \| \| \| \| \| \| \| |                     |          |     |   |       |                  |
| 1 | Bandera de Paraguay |          |     |   |       |                  |
| 1 | Bandera de Siria    |          |     |   |       |                  |
| 2 | Bandera de Paraguay |          |     |   |       |                  |
| 2 | Bandera de Siria    |          |     |   |       |                  |
| 3 | Bandera de Paraguay |          |     |   |       |                  |
| 3 | Bandera de Siria    |          |     |   |       |                  |
| 4 | Bandera de Paraguay |          |     |   |       |                  |
| 4 | Bandera de Siria    |          |     |   |       |                  |
| 5 | Bandera de Paraguay |          |     |   |       |                  |
| 5 | Bandera de Siria    |          |     |   |       |                  |

| | Bandera de Chipre    | Chipre                             | 4         | 0 | Tailandia | Bandera de Tailandia |
| --- | -------------------- | ---------------------------------- | --------- | - | --------- | -------------------- |
| Nicosia Field Club, Nicosia, Chipre 31 de enero y 1 de febrero de 2025 (Tierra batida) |                      |                                    |           |   |           |                      |
| \| 1 \| \| Menelaos Efstathiou \| 2 \| 6 \| 6 \| \| 1 \| \| Maximus Jones \| 6 \| 3 \| 2 \| \| 2 \| \| Stylianos Christodoulou \| 1 \| 6 \| 6 \| \| 2 \| \| Kasidit Samrej \| 6 \| 0 \| 4 \| \| 3 \| \| Sergis Kyratzis / Eleftherios Neos \| 6 \| 7 \| \| \| 3 \| \| Pruchya Isaro / Kasidit Samrej \| 3 \| 5 \| \| \| 4 \| \| Andreas Timini \| 6 \| 6 \| \| \| 4 \| \| Thanapet Chanta \| 3 \| 3 \| \| \| 5 \| \| Stylianos Christodoulou \| No \| \| \| \| 5 \| \| Maximus Jones \| disputado \| \| \| |                      |                                    |           |   |           |                      |
| 1 | Bandera de Chipre    | Menelaos Efstathiou                | 2         | 6 | 6         |                      |
| 1 | Bandera de Tailandia | Maximus Jones                      | 6         | 3 | 2         |                      |
| 2 | Bandera de Chipre    | Stylianos Christodoulou            | 1         | 6 | 6         |                      |
| 2 | Bandera de Tailandia | Kasidit Samrej                     | 6         | 0 | 4         |                      |
| 3 | Bandera de Chipre    | Sergis Kyratzis / Eleftherios Neos | 6         | 7 |           |                      |
| 3 | Bandera de Tailandia | Pruchya Isaro / Kasidit Samrej     | 3         | 5 |           |                      |
| 4 | Bandera de Chipre    | Andreas Timini                     | 6         | 6 |           |                      |
| 4 | Bandera de Tailandia | Thanapet Chanta                    | 3         | 3 |           |                      |
| 5 | Bandera de Chipre    | Stylianos Christodoulou            | No        |   |           |                      |
| 5 | Bandera de Tailandia | Maximus Jones                      | disputado |   |           |                      |